# DKW

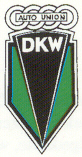
Logo

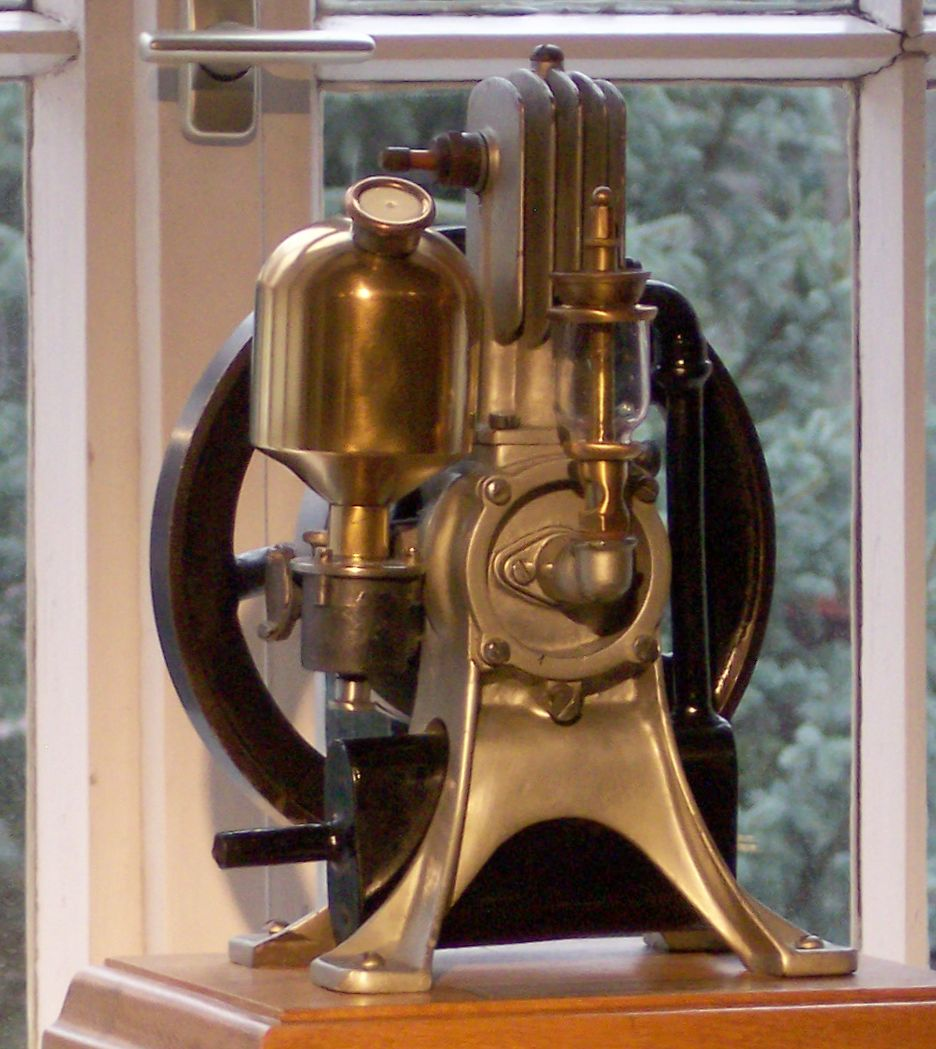
Des Knaben Wunsch, de speelgoedmotor van Hugo Ruppe uit 1919

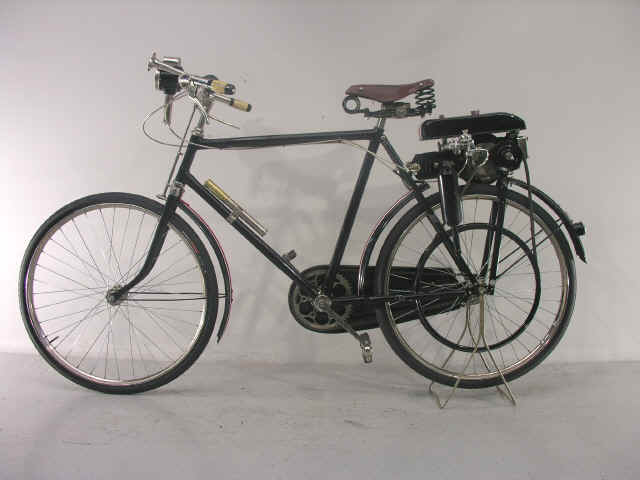
DKW 1 pk hulpmotor uit 1920

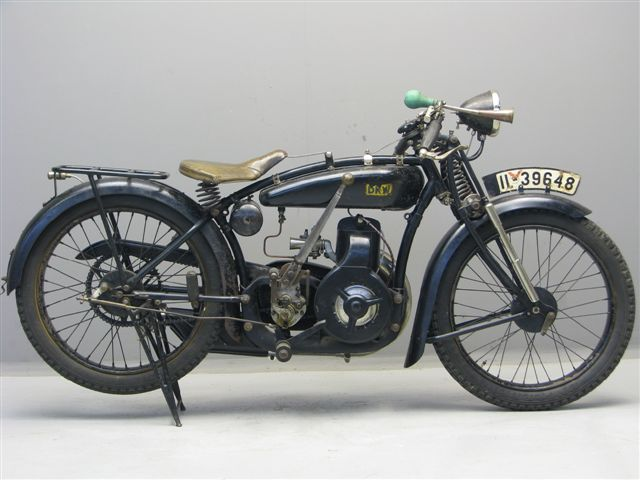
DKW E250 (245 cc tweetakt) uit 1927

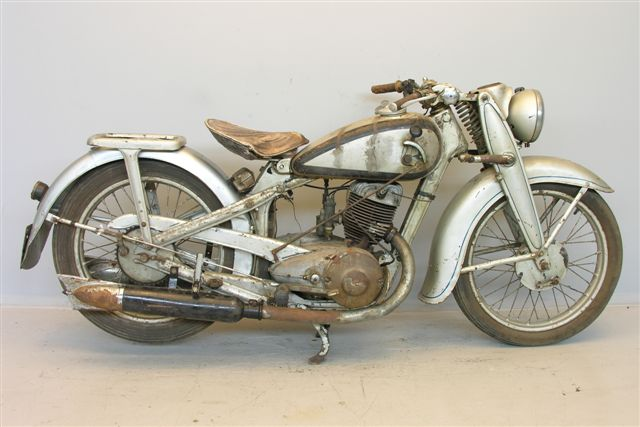
DKW NZ 350 uit 1940

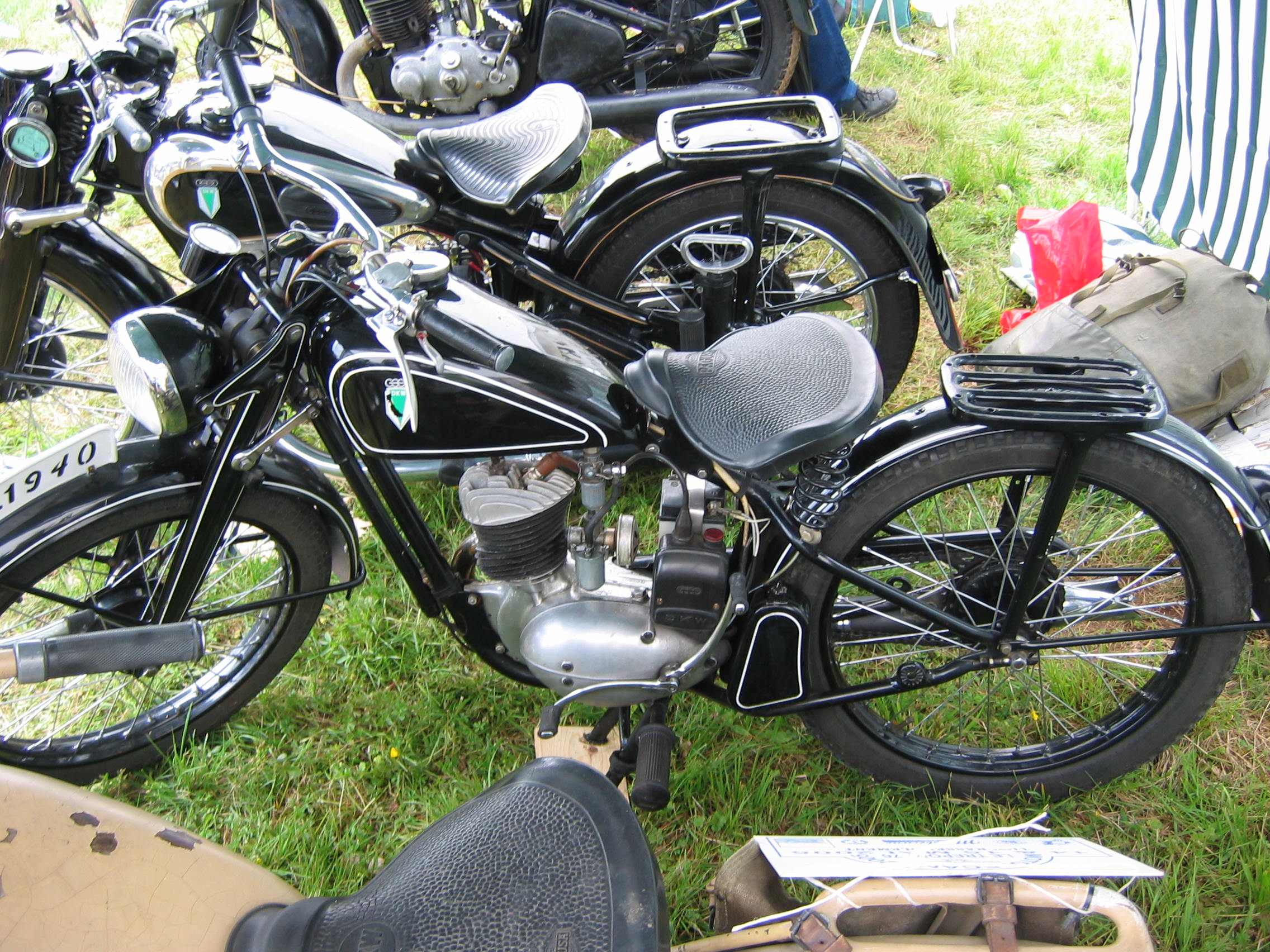
De DKW RT 125 is misschien wel de meest gekopieerde motorfiets ooit. Na de Tweede Wereldoorlog waren zijn blauwdrukken oorlogsbuit voor de geallieerden. Zo werd de RT 125 in de DDR MZ RT 125, in Rusland Kosmos 125, in het Verenigd Koninkrijk BSA Bantam, in Polen Sokól M01 en in de Verenigde Staten Harley-Davidson Hummer. De eerste Yamaha, de YA-1 uit 1955, was ook een DKW RT 125-kopie

DKW is een historisch Duits auto-, motor- en bromfietsmerk.

## Geschiedenis
In 1916 startte de Deen Jørgen Skafte Rasmussen (1878-1964) in Duitsland een fabriek voor stoommachines. Een van zijn projecten was het bouwen van een door stoom aangedreven auto, de Dampf-Kraft-Wagen. Toen dat project mislukte, nam hij de door Hugo Ruppe ontwikkelde tweetaktmotor, Des Knaben Wunsch in productie. Toen hij deze motor in een iets aangepaste vorm in een motorfiets bouwde, was Das Kleine Wunder geboren.
In 1931 richtten dezelfde ondernemers te Scharfenstein, een dorpje in de gemeente Drebach, in de tegenwoordige Duitse deelstaat Saksen, een fabriek voor (voor die tijd technisch moderne) koelkasten op, DKK, die onder de namen Foron en in de laatste jaren EFS Hausgeräte tot 2009 relatief milieuvriendelijke, zonder freon werkende, koelkasten heeft gemaakt. Van 1928 tot 1931 waren deze koelkasten al geproduceerd in een afdeling van de DKW-fabriek. In 2009 ging de koelkastenfabriek failliet.
In 1932 fuseerde DKW met Audi, Horch en Wanderer tot Auto Union. De merken bleven overigens bestaan. Rasmussen had verwacht dat hij de Auto Union zou gaan leiden, omdat de helft van de winst werd opgebracht door DKW. De staatsbank van Saksen dacht er anders over en zorgde ervoor dat er een andere directeur werd aangesteld. Rasmussen werd in 1933 ontslagen, waarvoor hij achteraf een compensatie van 1,3 miljoen Reichsmark kreeg.
DKW kocht in 1932 de licentierechten van een uitvinding van Dr. Adolf Schnürle: de omkeerspoeling. Dit hield in dat het verse benzine/lucht-mengsel rechtstreeks uit de overstroompoorten omhoogging en daardoor de uitlaatgassen verdreef. Dit was belangrijk omdat men hierdoor kon afstappen van het gebruik van kamzuigers.
DKW was kort voor de Tweede Wereldoorlog de populairste kleine auto in Nederland. Het merk stond in de ranglijst op de derde plaats na Ford en Chevrolet. Ze werden vanaf 1932 door Hart Nibbrig & Greeve in Den Haag geïmporteerd.
Vanaf 1928 tot 1966 bouwde DKW auto's met tweetaktmotoren en pionierde men in auto's met voorwielaandrijving. Meestal met twee cilinders maar in 1939 werd een prototype gebouwd met drie cilinders. Pas na de oorlog werd dit prototype in productie genomen als DKW F89 in West-Duitsland en als IFA F9 in Oost-Duitsland.
Na de oorlog lag Zschopau, waar de DKW-fabriek stond, in de Sovjet-bezettingszone in Duitsland. Ingenieurs van DKW weken uit naar West-Duitsland om daar weer auto’s te bouwen. Dat gaf in de eerste jaren na 1945 nogal wat moeilijkheden en er waren plannen om dan bij de Nederlandse importeur DKW’s te gaan bouwen. Dit zou in de vestiging van Hart Nibbrig & Greeve in Sassenheim gebeuren. Uiteindelijk is men toch in West-Duitsland gestart met de DKW Schnellaster in Neurenberg en later in Ingolstadt met de personenauto’s. Wel werden van 1957 tot 1961 DKW’s in Sassenheim geassembleerd. Daarna was het assembleren van auto’s uit een ander EEG-land in Nederland niet meer interessant.
Auto Union kwam in 1957 in handen van Daimler-Benz. Als laatste was de DKW F102 in 1963 in productie genomen als opvolger van de intussen ouderwets ogende Auto Union 1000. De F102 verkocht matig, hoofdzakelijk vanwege de tweetaktmotor die aan het einde van zijn ontwikkeling stond. Daimler-Benz besloot het merk DKW in 1964 aan Volkswagen AG te verkopen. De F102 werd daarop voorzien van een viertaktmotor en opnieuw gelanceerd als de Audi F103. Dit betekende het einde van DKW als merknaam voor auto's en de wedergeboorte van de merknaam Audi. Volkswagen zette de productie van DKW-auto's in 1966 stop. Alleen de Munga werd nog tot 1968 doorgebouwd wegens lopende legerorders.
Toen de assemblage van DKW’s in Sassenheim stopte, werd het importeurschap voor Nederland vanuit Den Haag naar Sassenheim overgebracht. Na de metamorfose van DKW naar Audi bleef Hart Nibbrig & Greeve importeur en kreeg er later ook NSU bij na de fusie tussen dat merk en Audi. In de jaren 1970 raakte Hart Nibbrig & Greeve het importeurschap kwijt aan Pon. Daarvoor in de plaats verwierf men het importeurschap van Mitsubishi Motors.

### DKW-motorfietsen
In 1918 trad tweetaktspecialist Hugo Ruppe bij Rasmussen in dienst. Zijn eerste (18 cc) motortjes werden in rollend kinderspeelgoed gebouwd en de naam werd Des Knaben Wunsch.
In 1921 werden de eerste echte motorfietsen gebouwd, in 1922 de 142 cc Lomos- en 122 cc Golem-scooters en in 1928 was DKW de grootste motorfietsenfabriek ter wereld met een jaarproductie van meer dan 100.000 exemplaren, uitsluitend met tweetaktmotoren. Rasmussen maakte de opschaling mede mogelijk door in 1923 de Metallwerke Frankenberg GmbH op te richten. Dit latere Framo leverde onderdelen zoals koppelingen, carburateurs, zadels en bagagekoffers.
In de jaren twintig was DKW zeer succesvol met motorfietsen en was men ook in de motorsport dominant aanwezig. De blauwdrukken van het model RT 125 moesten echter na de oorlog worden afgestaan aan het Amerikaanse Harley-Davidson en het Britse BSA. Die brachten respectievelijk de Hummer en de Bantam uit, gebaseerd op de plannen voor de DKW RT 125.
Na de Tweede Wereldoorlog lag Zschopau in Oost-Duitsland en werd de naam DKW daar (na een rechtszaak) vervangen door IFA en vanaf 1956 MZ). In 1949 werd in het West-Duitse Ingolstadt Auto Union opnieuw opgericht en werden ook weer DKW-auto’s en -motorfietsen gebouwd.
In 1957 kwam DKW samen met Victoria en Express in de Zweirad Union. In 1966 werd de Zweirad Union AG door Fichtel & Sachs overgenomen, evenals Hercules Fahrrad GmbH & Co in Neurenberg. Hoewel het gebruik van de merknaam DKW in 1970 eindigde, werden ook na deze tijd sommige Hercules-modellen in Engeland als DKW verkocht. Zie ook Freital en Eichler.

### Das Große Wunderen DGW
In 1927 en 1928 gebruikte DKW deze naam, toen eigenaar Rasmussen een proces verloor van DeKaWe (Deutsche Kabel Werke) over het gebruik van de naam. Toen DeKaWe geïnteresseerd raakte in de levering van banden aan DKW kwam er een schikking, waardoor DKW haar naam kon behouden. Intussen werden in Groot-Brittannië DKW-motorfietsen als DGW verkocht.

### DKW-assemblage
DKW's werden o.a. in Nederland geassembleerd bij Hart Nibbrig & Greeve uit Sassenheim in een voormalige asfaltfabriek. Twee transportauto's van de firma haalden de zogenaamde Semi Knocked Down (SKD)-kits uit Düsseldorf naar Sassenheim. In de periode tussen 1956 en 1961 zijn 13.500 stuks gemaakt maar in het laatste jaar verplaatste Daimler-Benz de fabricage naar Ingolstadt, wat te ver weg bleek om lonend te zijn.
Ook in Ierland werden de DKW's geassembleerd; hier uit Complete Knocked Down (CKD)-kits. Al in 1952 werd begonnen met de assemblage in Santry, waar deze bleef totdat Volkswagen DKW overnam.
Daarnaast werden in Brazilië tussen 1958 en 1967 DKW's geassembleerd door Vemag. In Joegoslavië bouwde IMV tussen 1955 en 1967 DKW-modellen in licentie, en ontwikkelde daarnaast een eigen bestelwagen met DKW-techniek.

## Trivia

### Vaststelling bouwjaren
Het is moeilijk het exacte bouwjaar van DKW-motorfietsen uit het begin van de jaren 1930 vast te stellen. Vaak worden frames uit het bouwjaar 1929 gebruikt. Waarschijnlijk is de beurskrach van 1929 hier debet aan; de frames waren al geproduceerd, maar door de Grote Depressie konden ze niet meer verkocht worden.

### Spot- en bijnamen

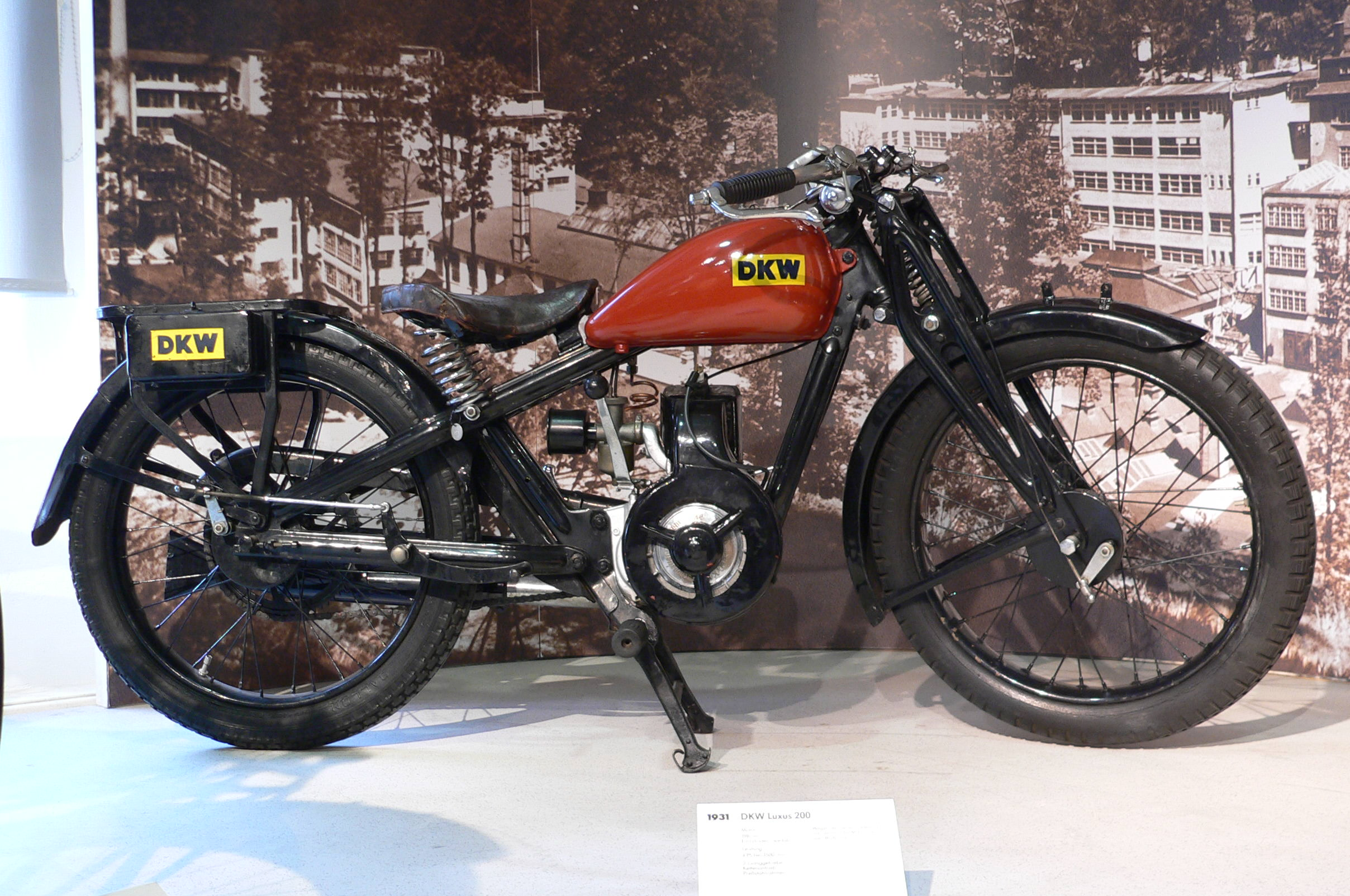
De Luxus 200 werd in Duitsland "Blutblase" genoemd

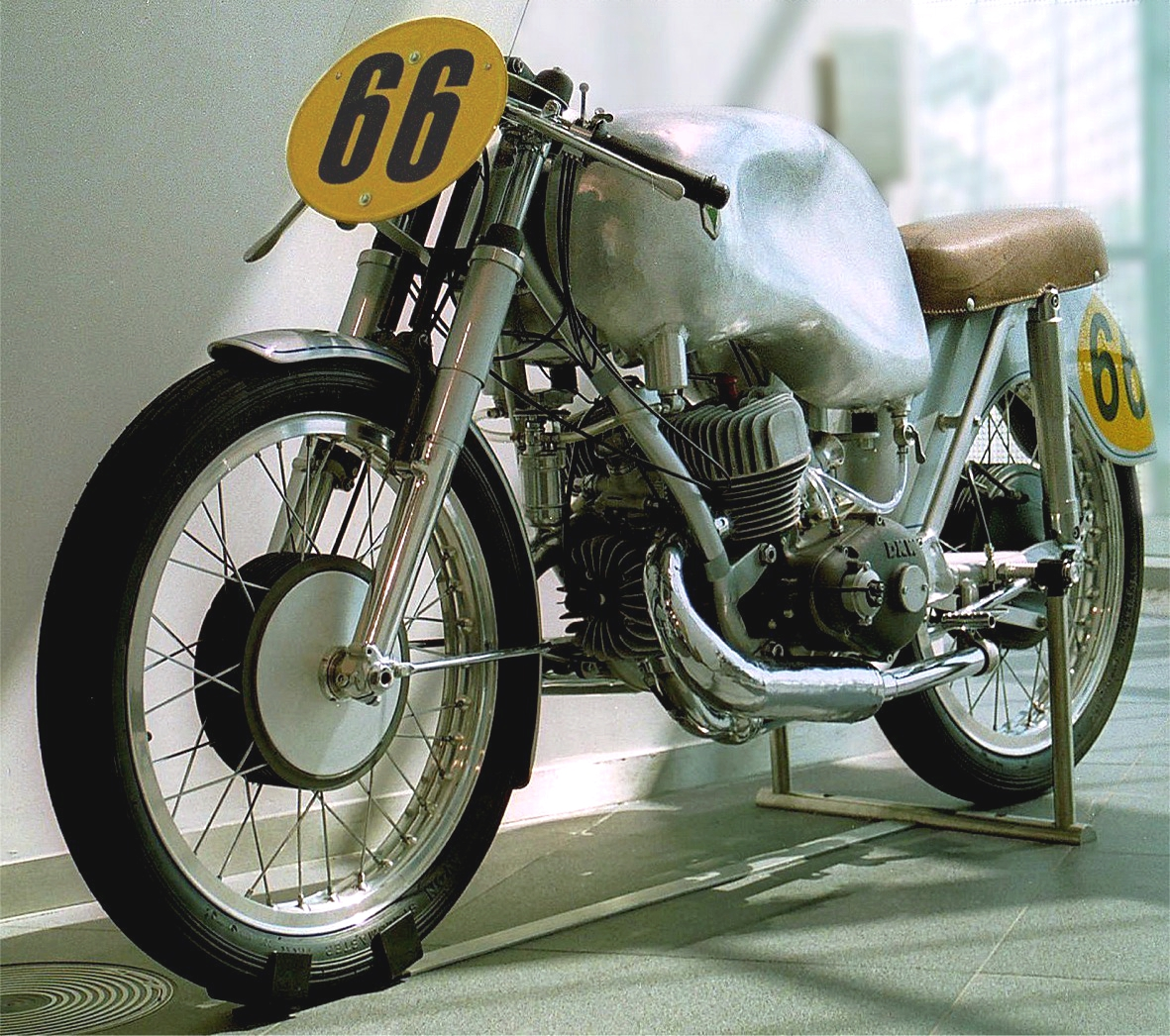
DKW 350 cc racemotor "Zingende zaag"

In Nederland werd DKW wel gekscherend of liefkozend Duitse Kinder Wagen genoemd.
Andere spot- en bijnamen voor het merk zijn:
- Spoetnik voor de DKW 115 bromfiets uit 1960
- Zingende zaag voor de DKW 350 cc racemotor uit de jaren vijftig (men was toen niet gewend aan tweetaktmotoren op de wegracecircuits).
- Billenwarmer voor de DKW hulpmotor uit 1919 (de motor was op de bagagedrager gemonteerd)
- Blutblase in Duitsland voor de DKW Luxus 300, naar de knalrode tank
- DKW (algemeen):Dat Kreng Weigert, Das Krankenhaus Wartet,
- Derevo - klei - voda is de spotnaam die DKW's in Sovjet-Unie kregen, waar ze na de Tweede Wereldoorlog tamelijk vaak voorkomend waren (de meeste kwamen als trofee naar Rusland terecht). Derevo-klei-voda betekent hout - lijm - water in het Russisch.

## Modellen
Auto's uit de periode 1931–1942:

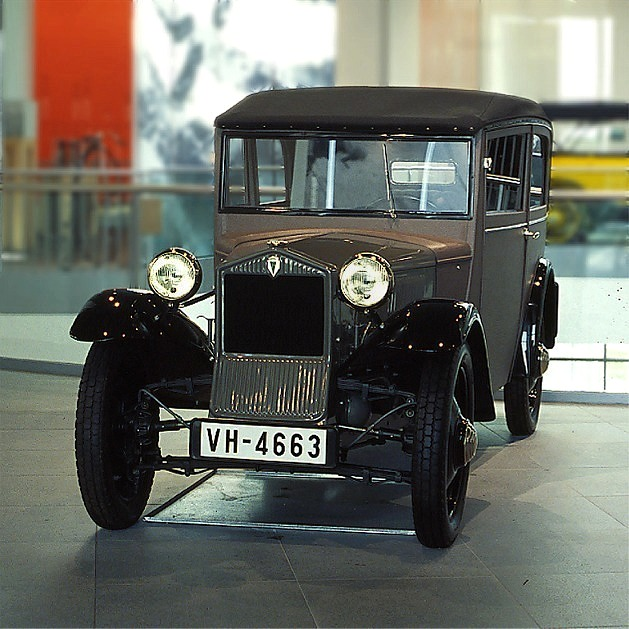
DKW F1
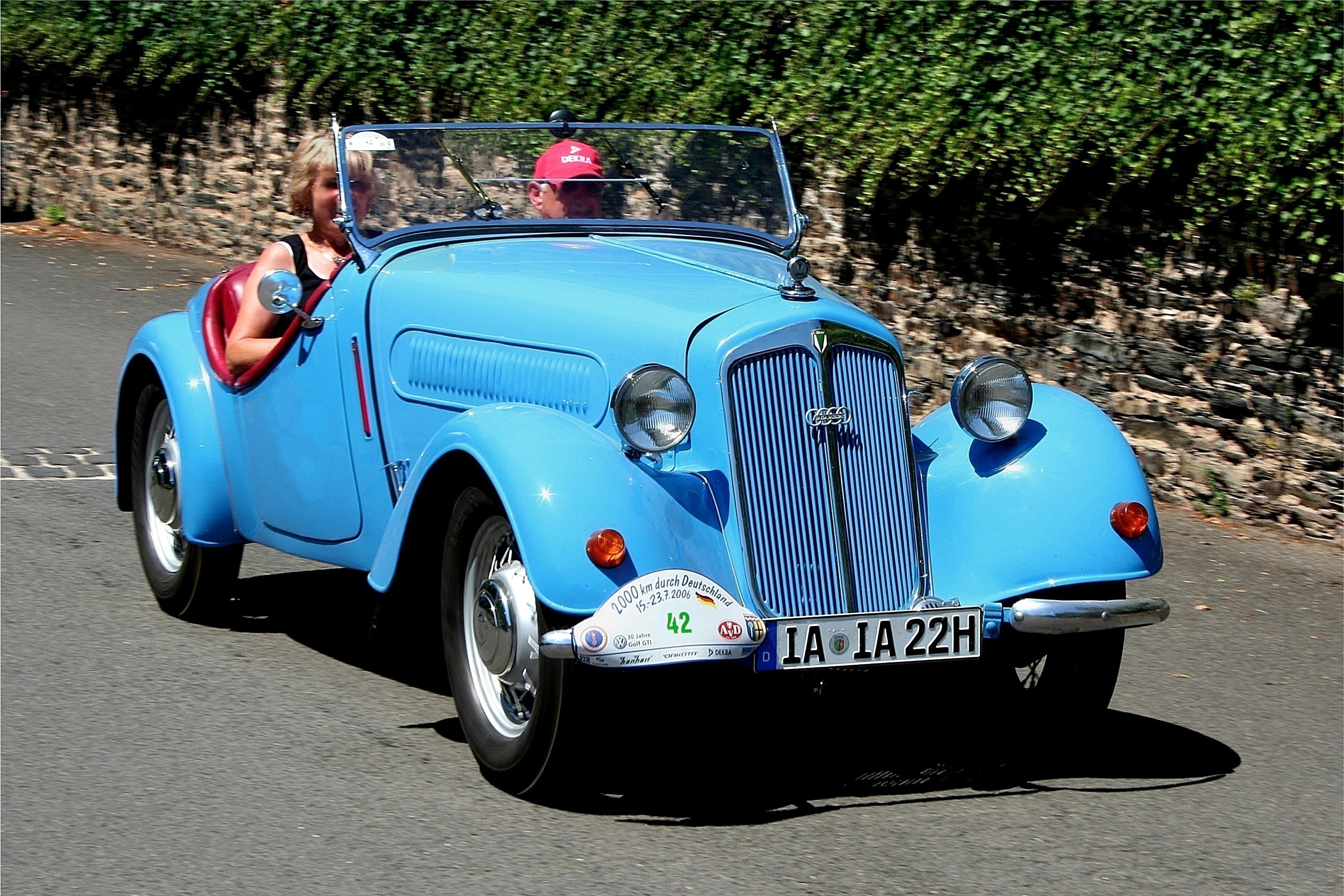
DKW F5 Roadster (1938)
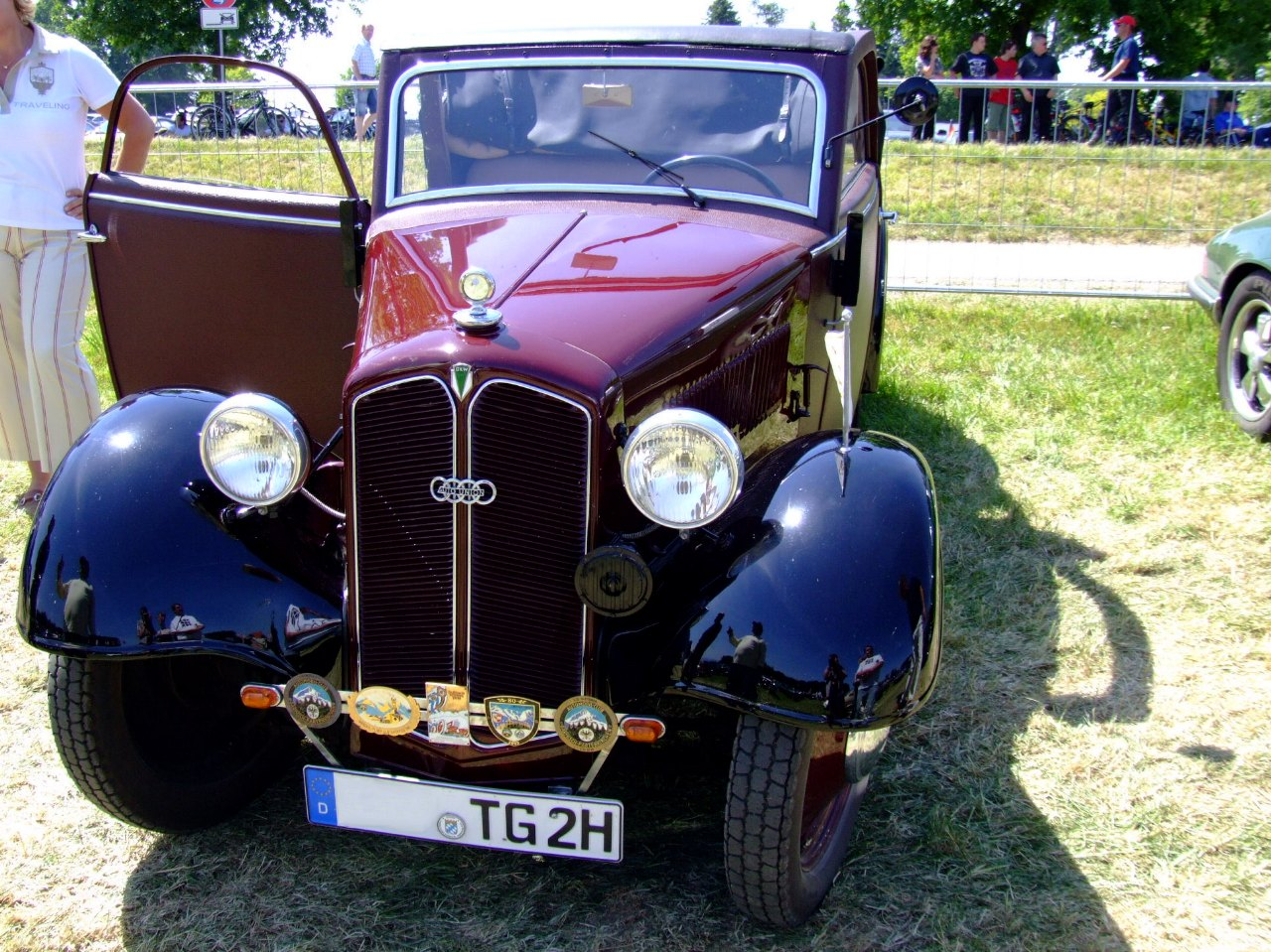
DKW F7
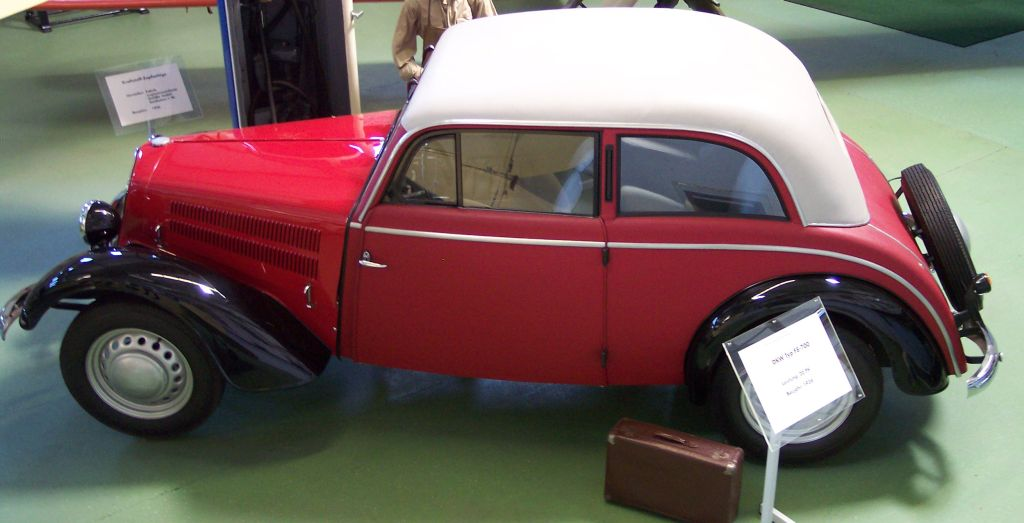
DKW F8-700
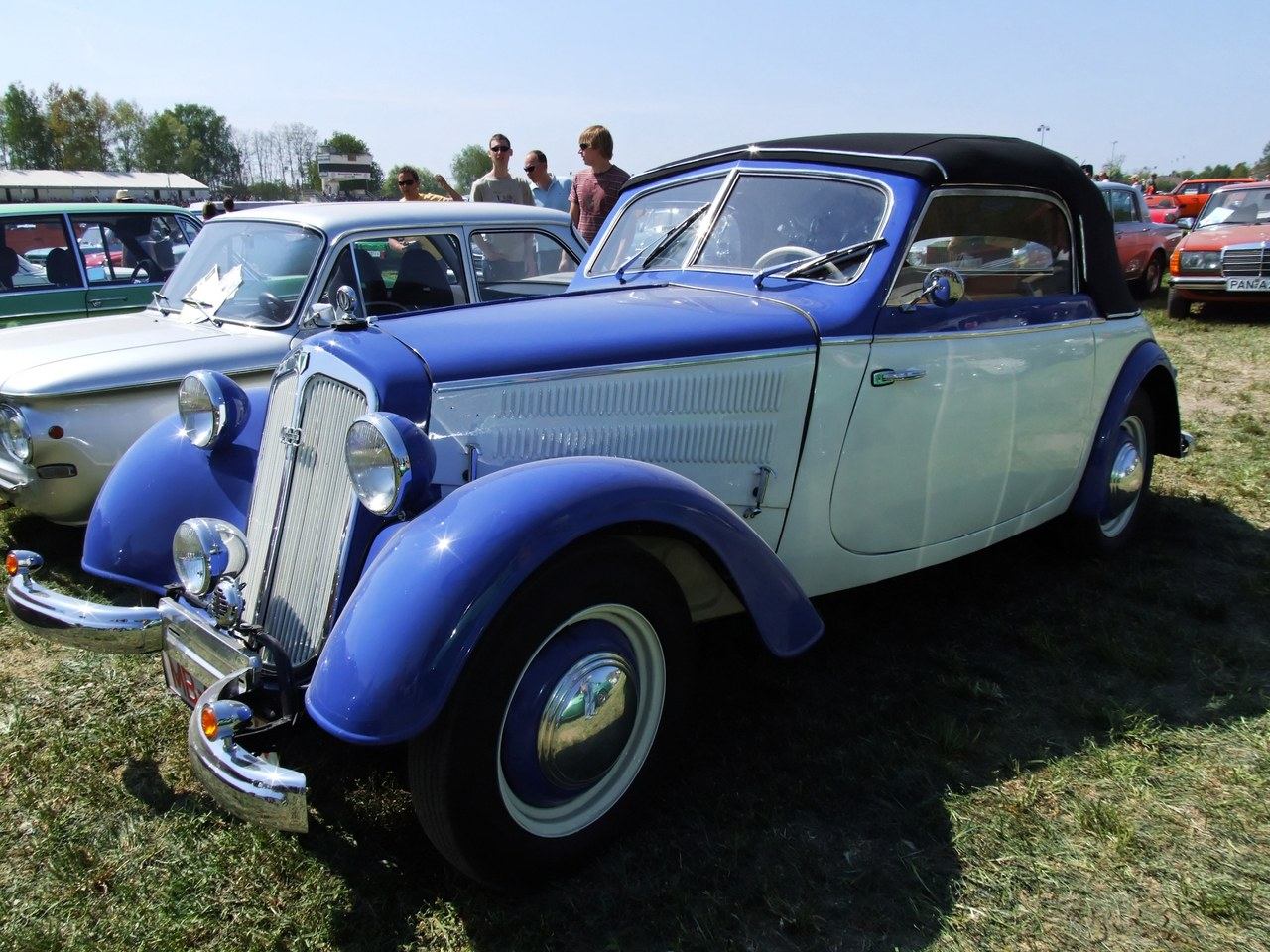
DKW
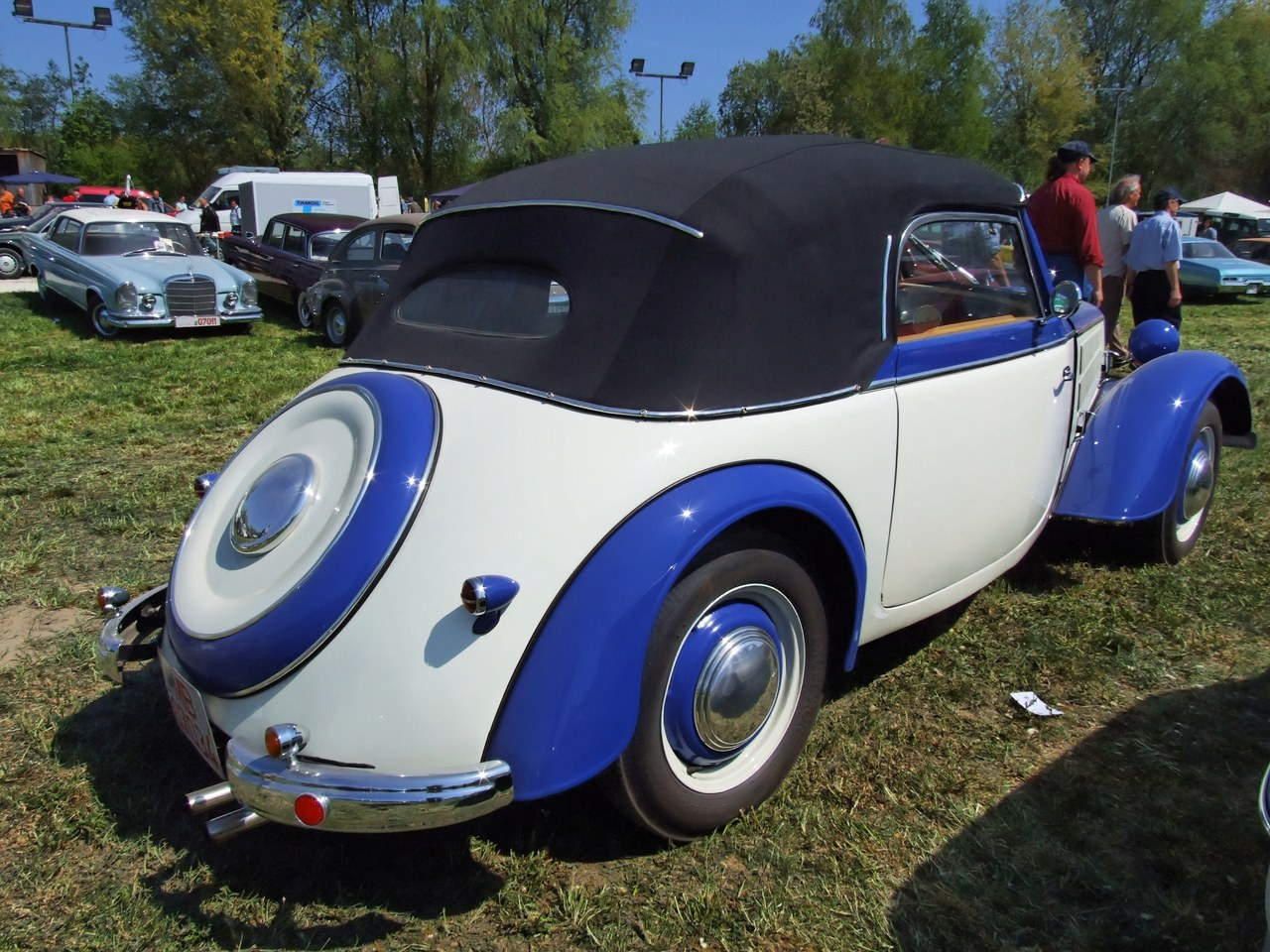
DKW

Auto's uit de periode 1950–1968:

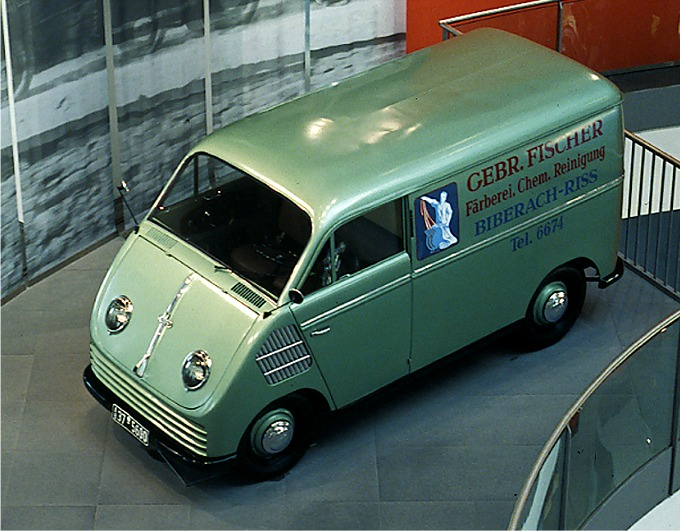
DKW Schnellaster
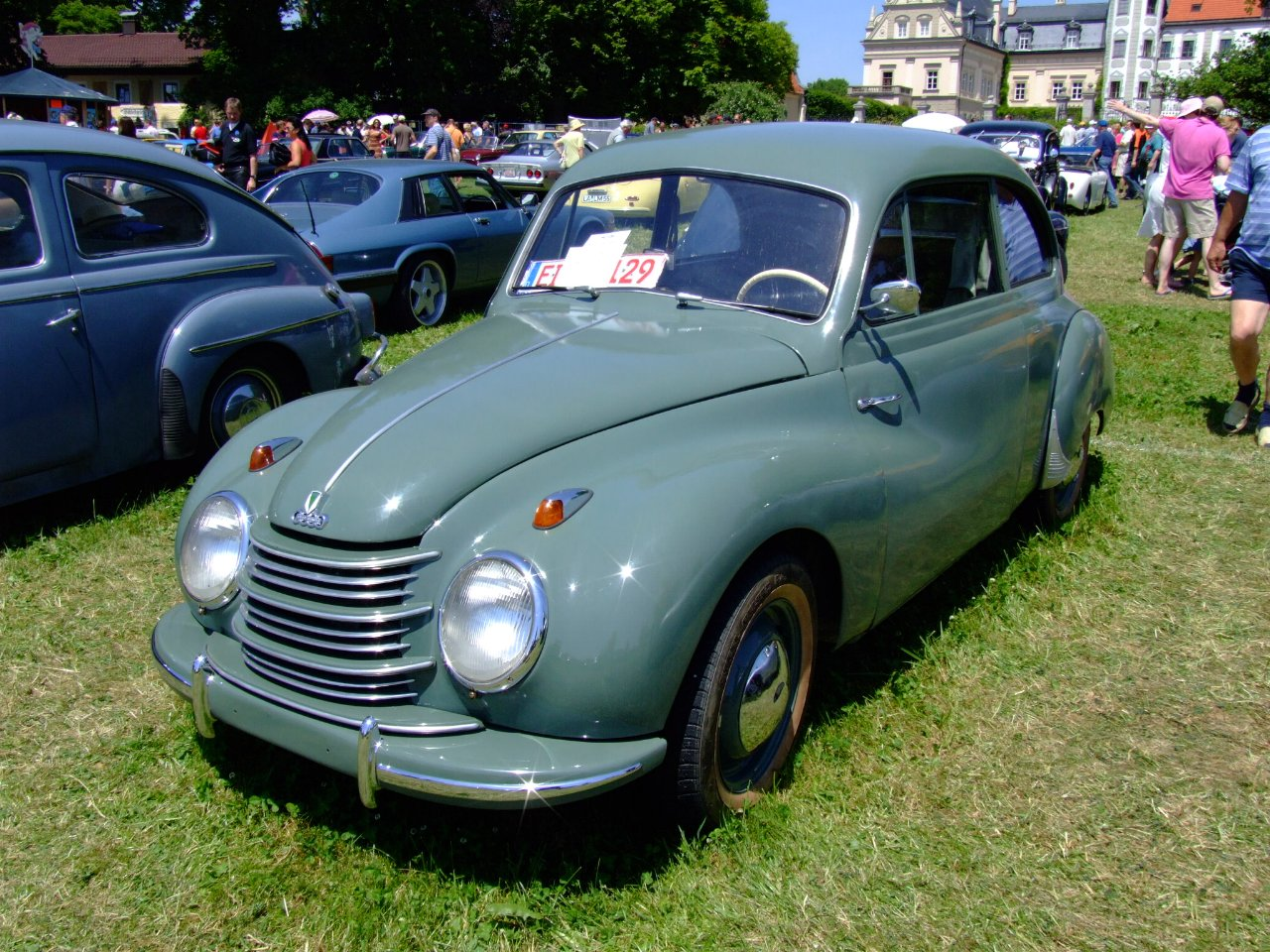
DKW F89 (Meisterklasse)
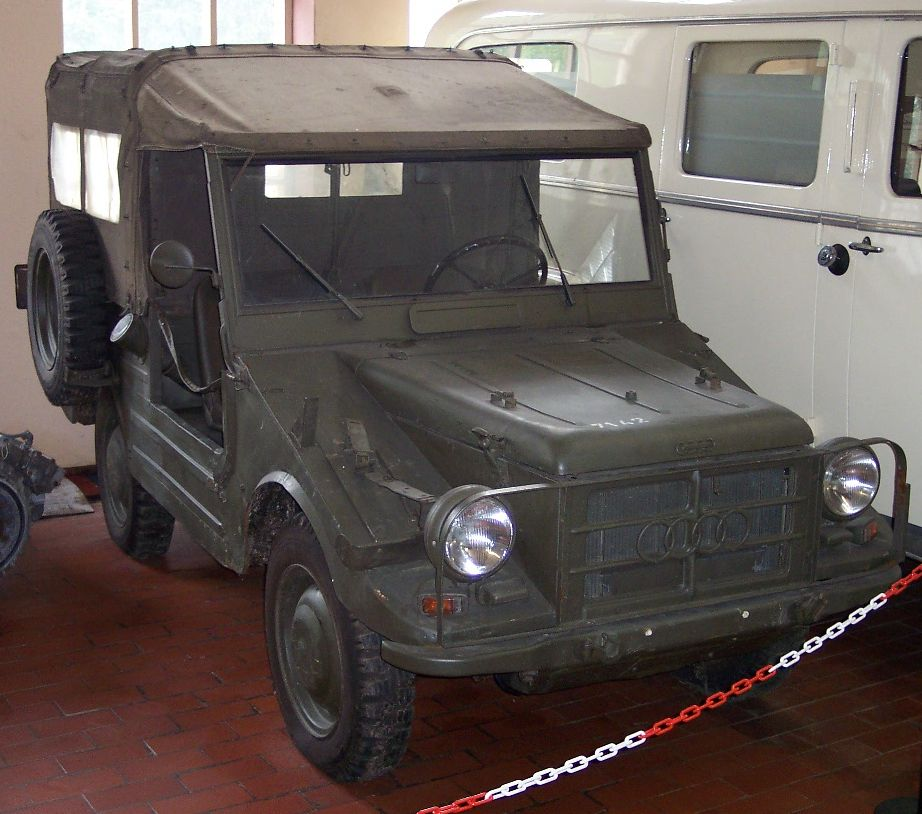
DKW Munga
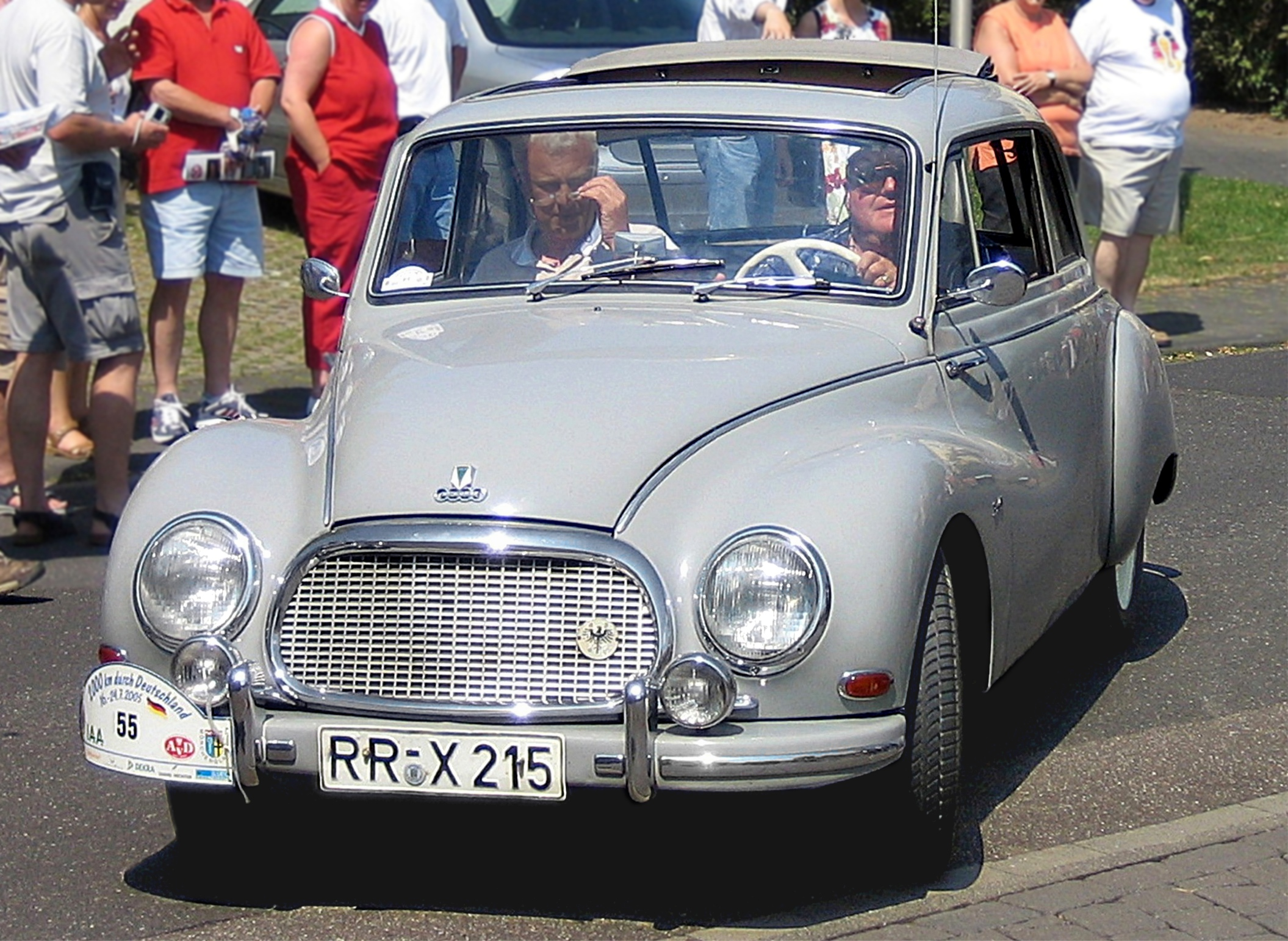
DKW F93 (3=6)
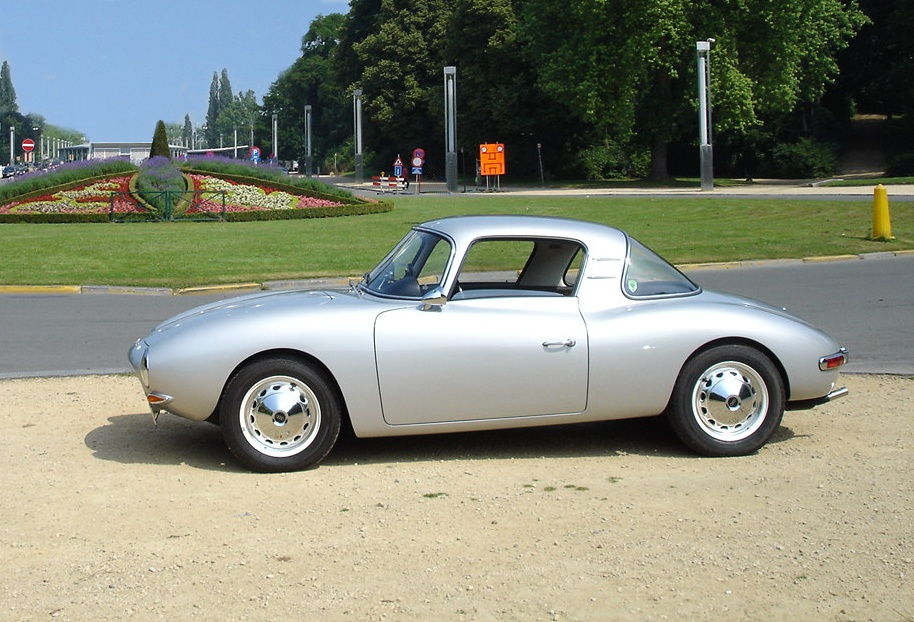
DKW Monza
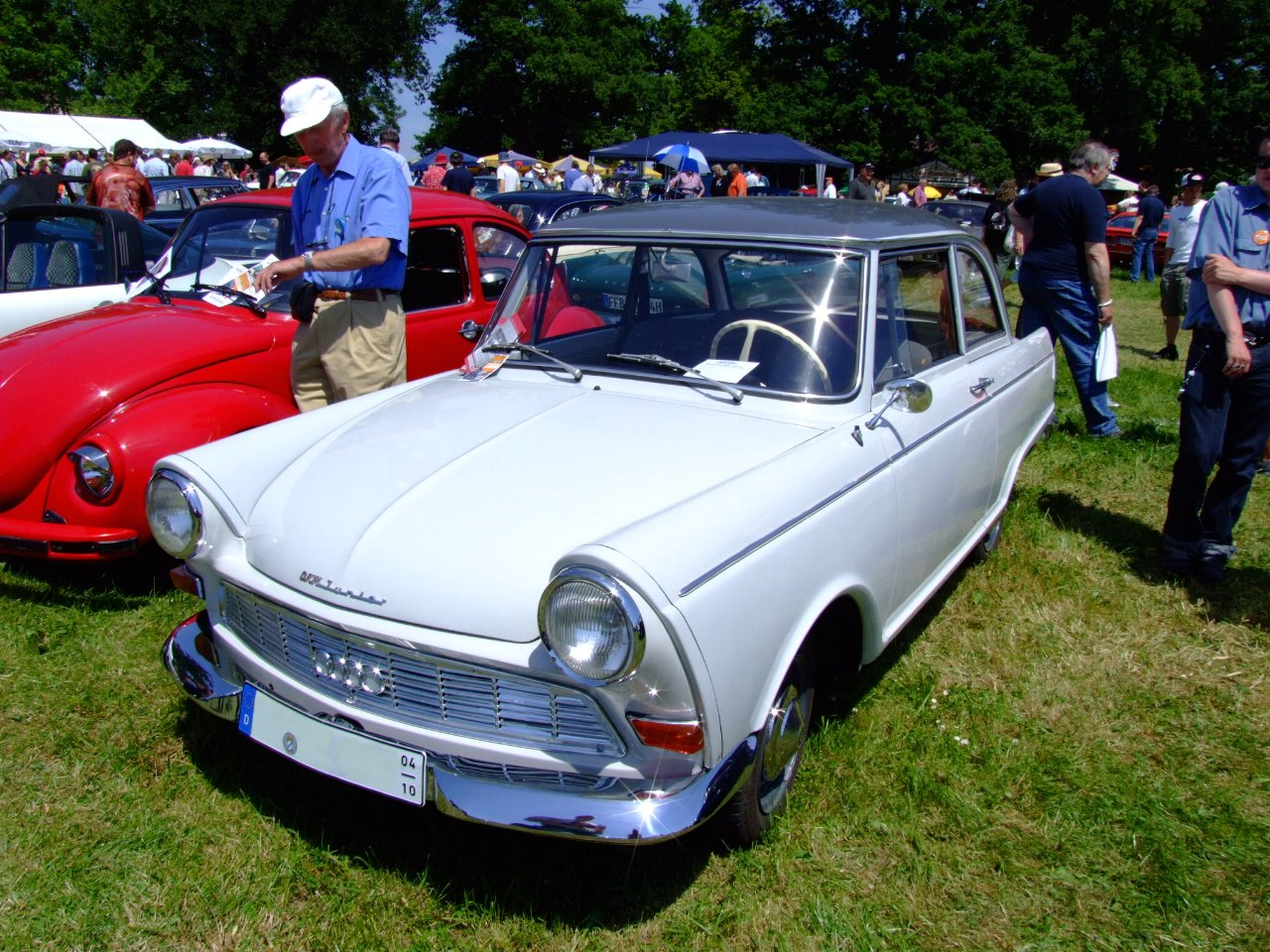
DKW Junior
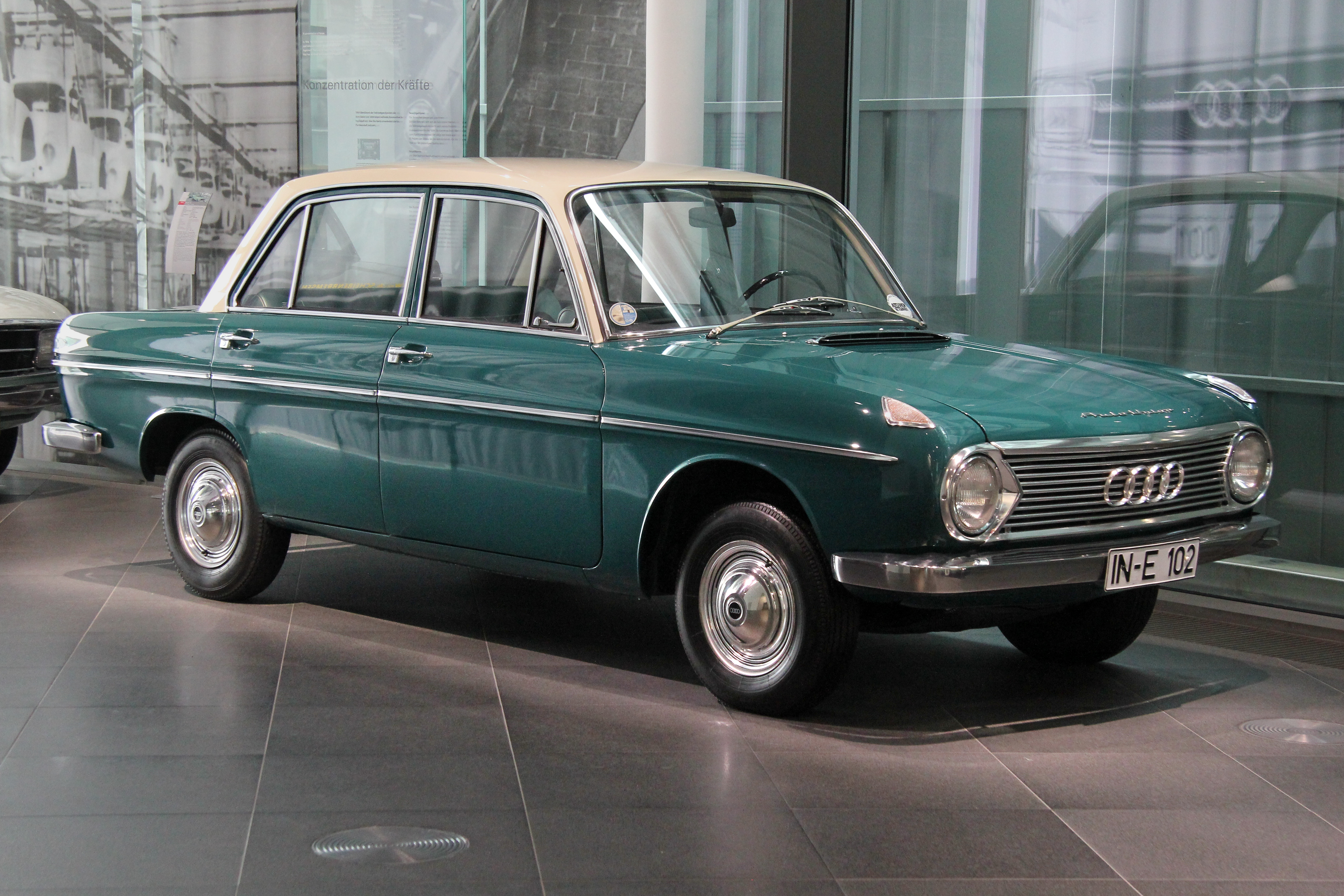
DKW F102

DKW motorfietsen:

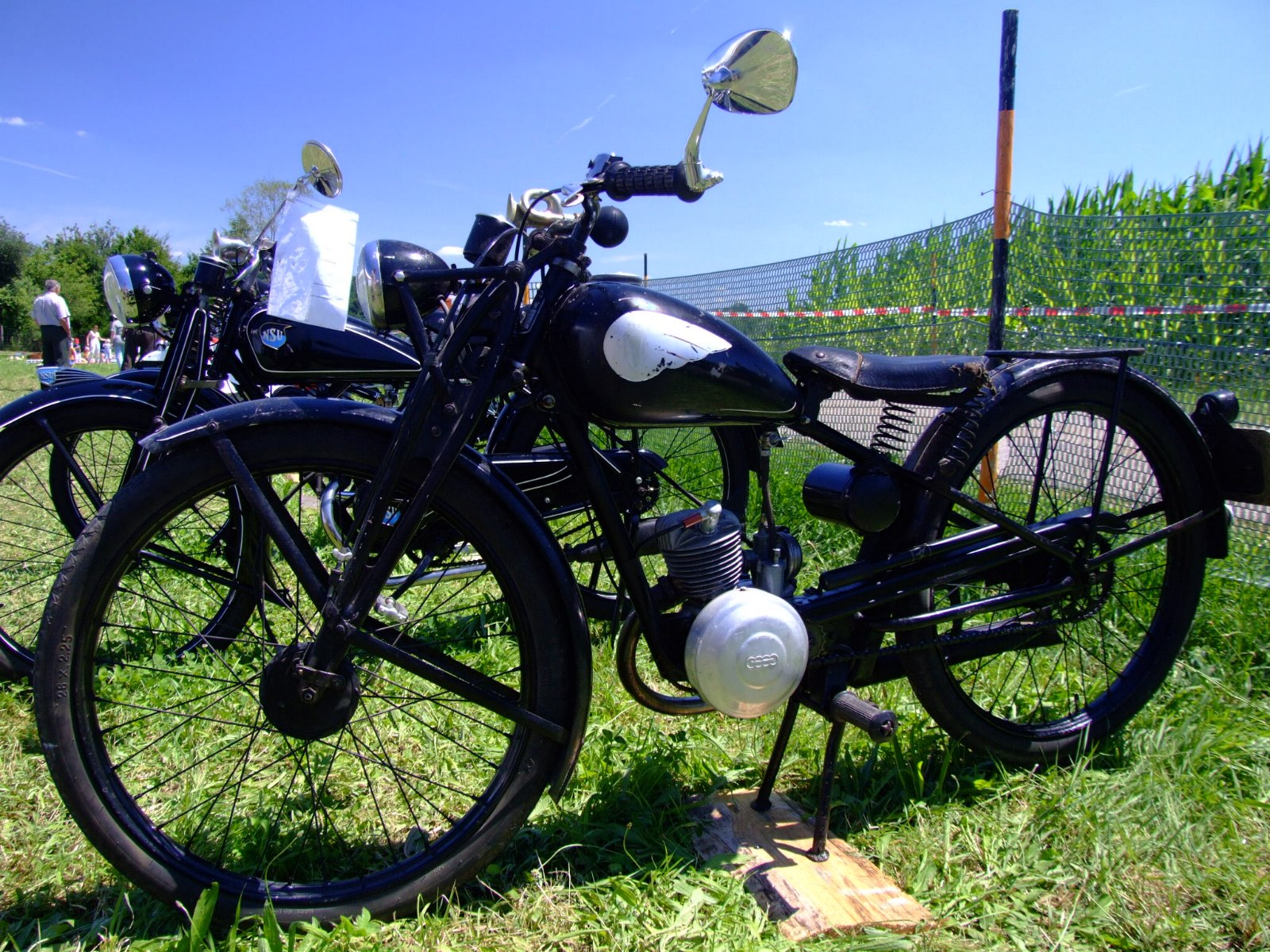
DKW (1939)
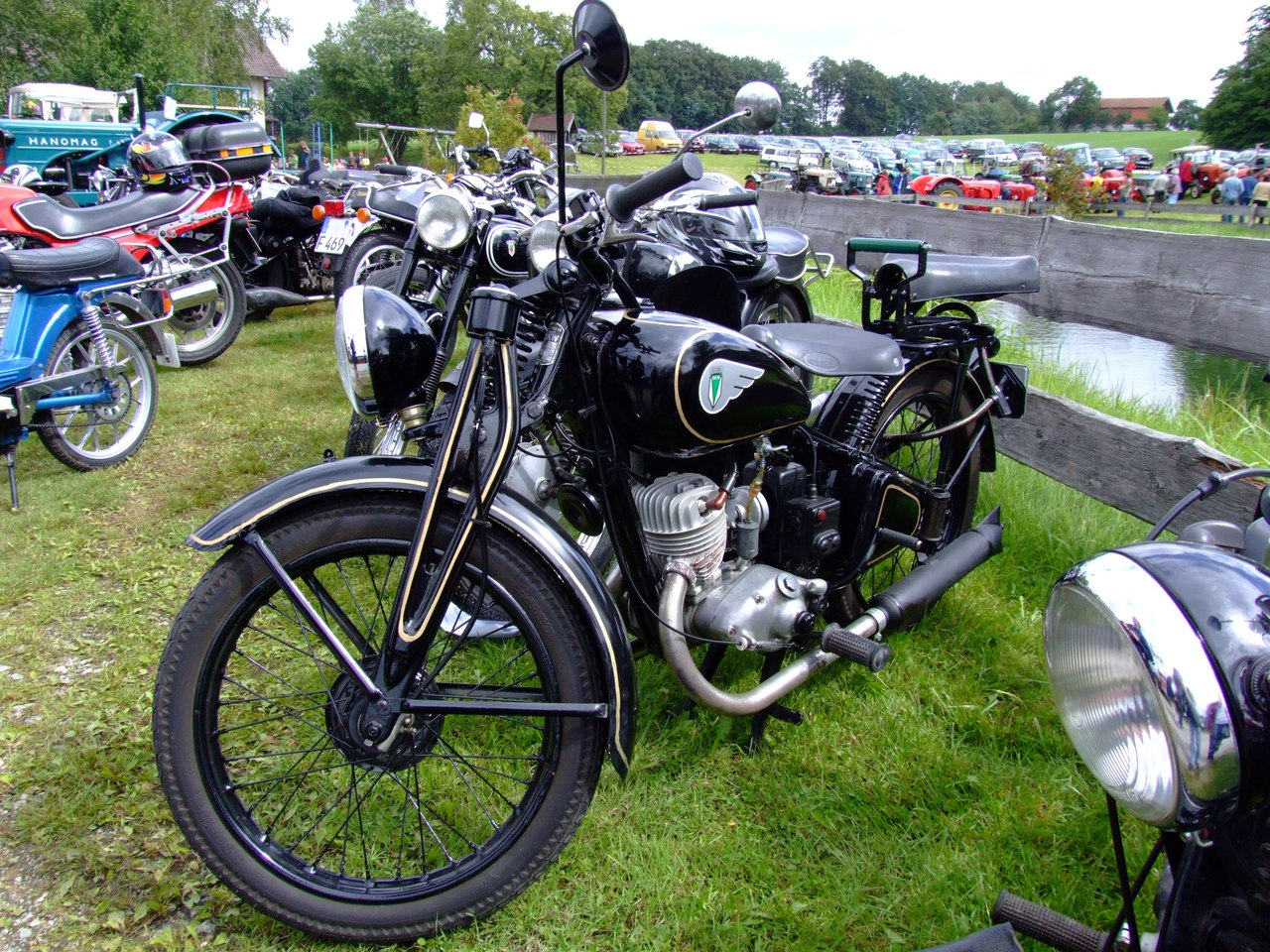
DKW (1940)
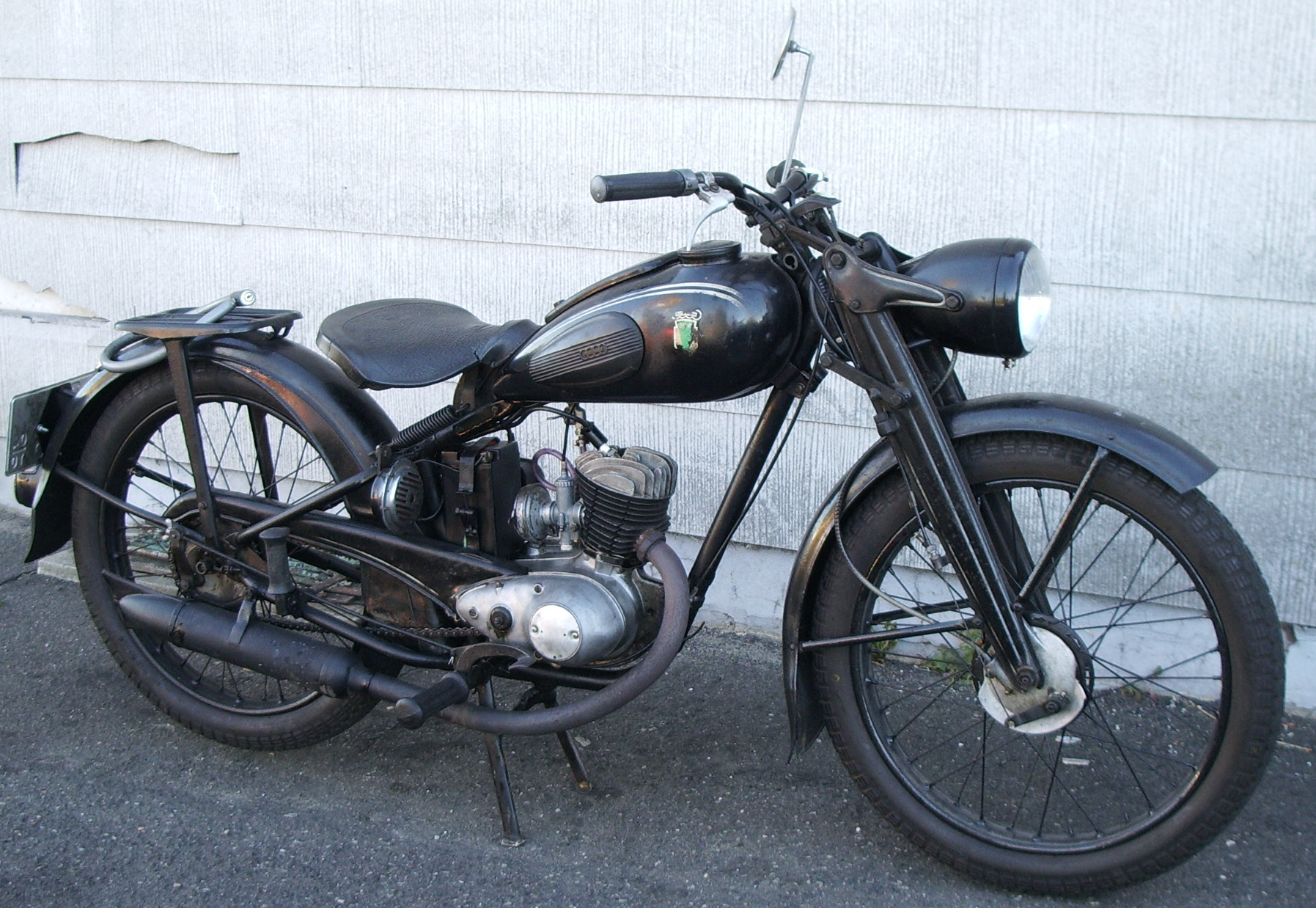
DKW RT 125 W (1950)
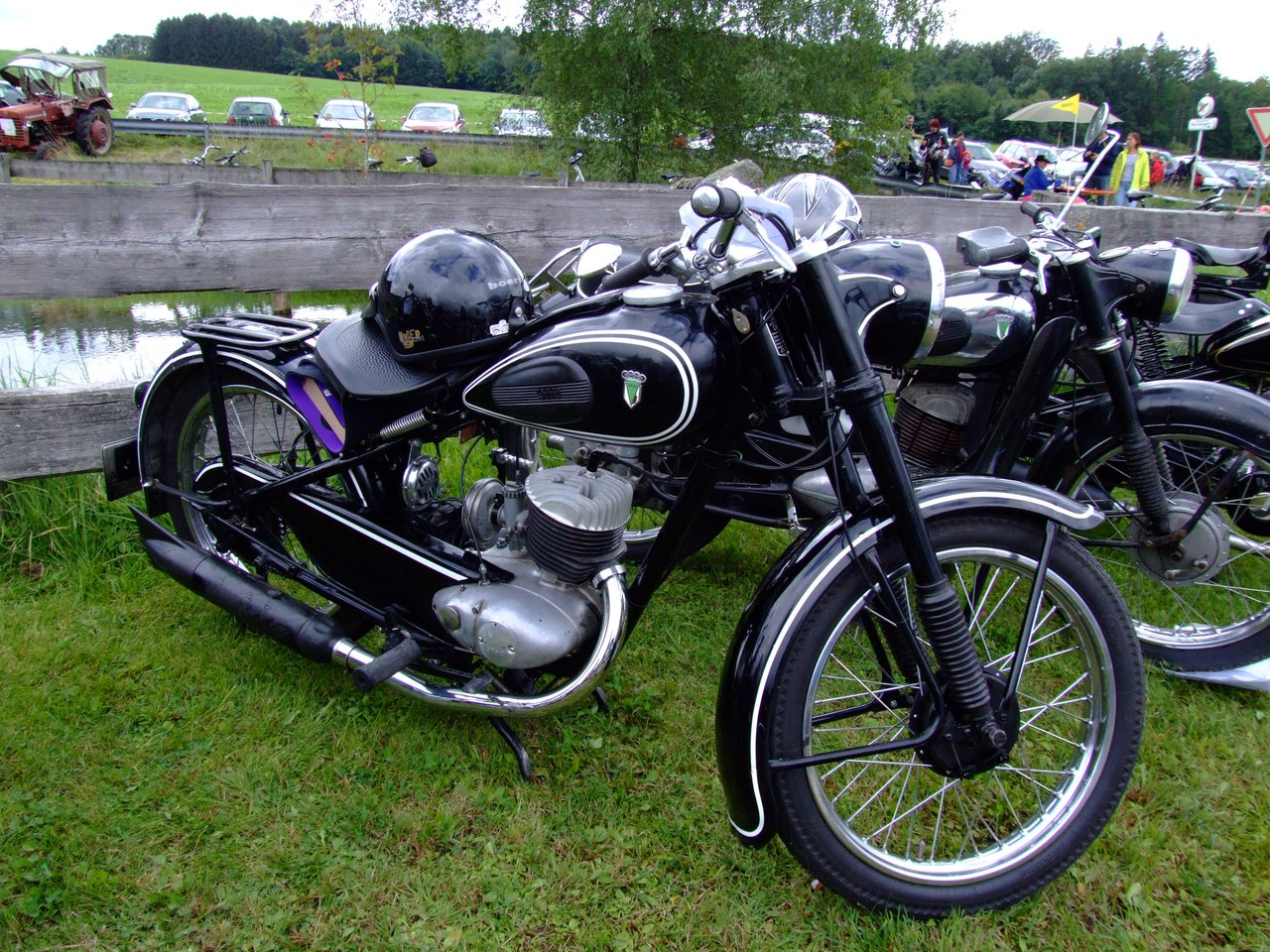
DKW RT 200 (1952)
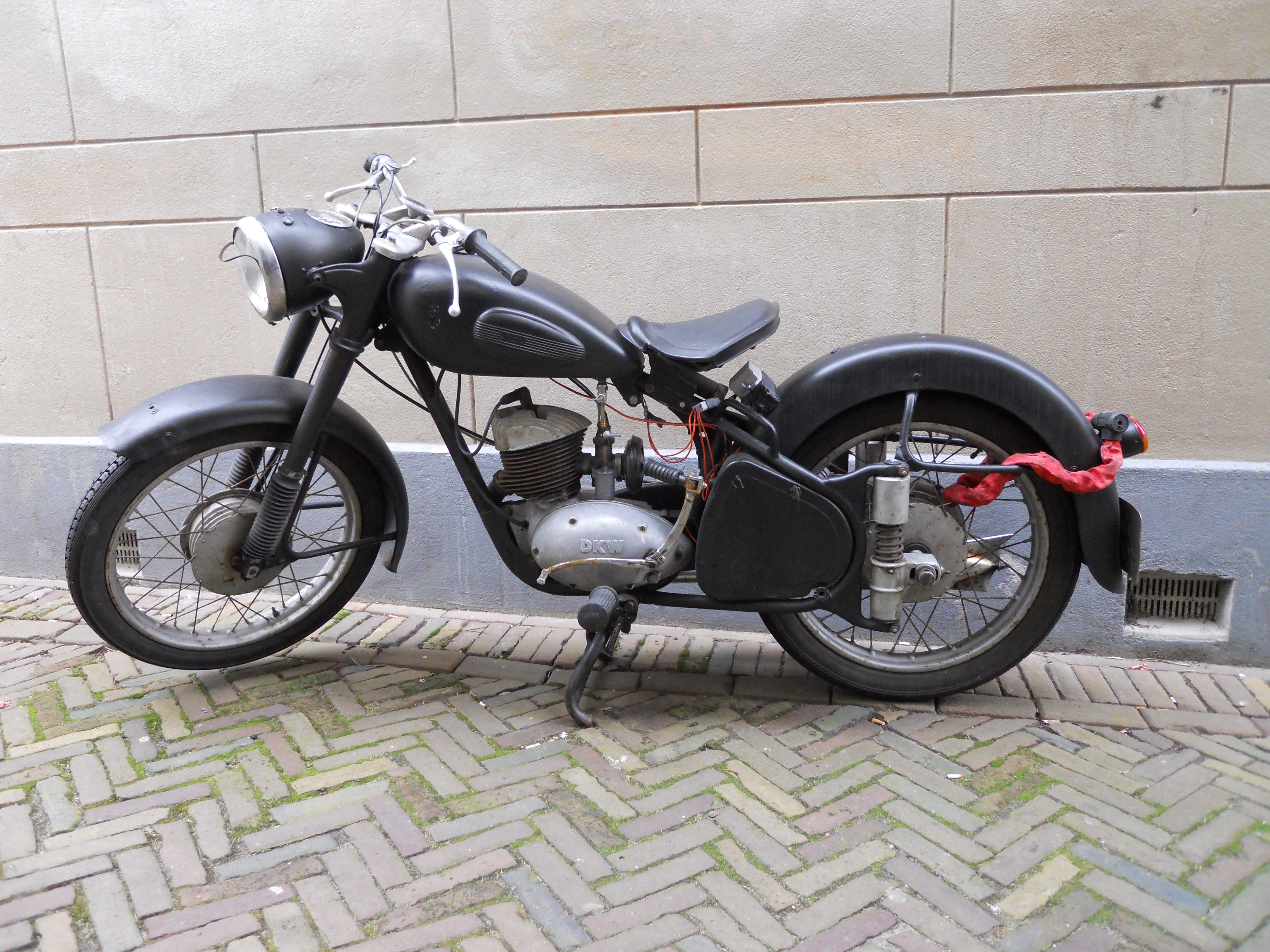
DKW RT 200H (1954)
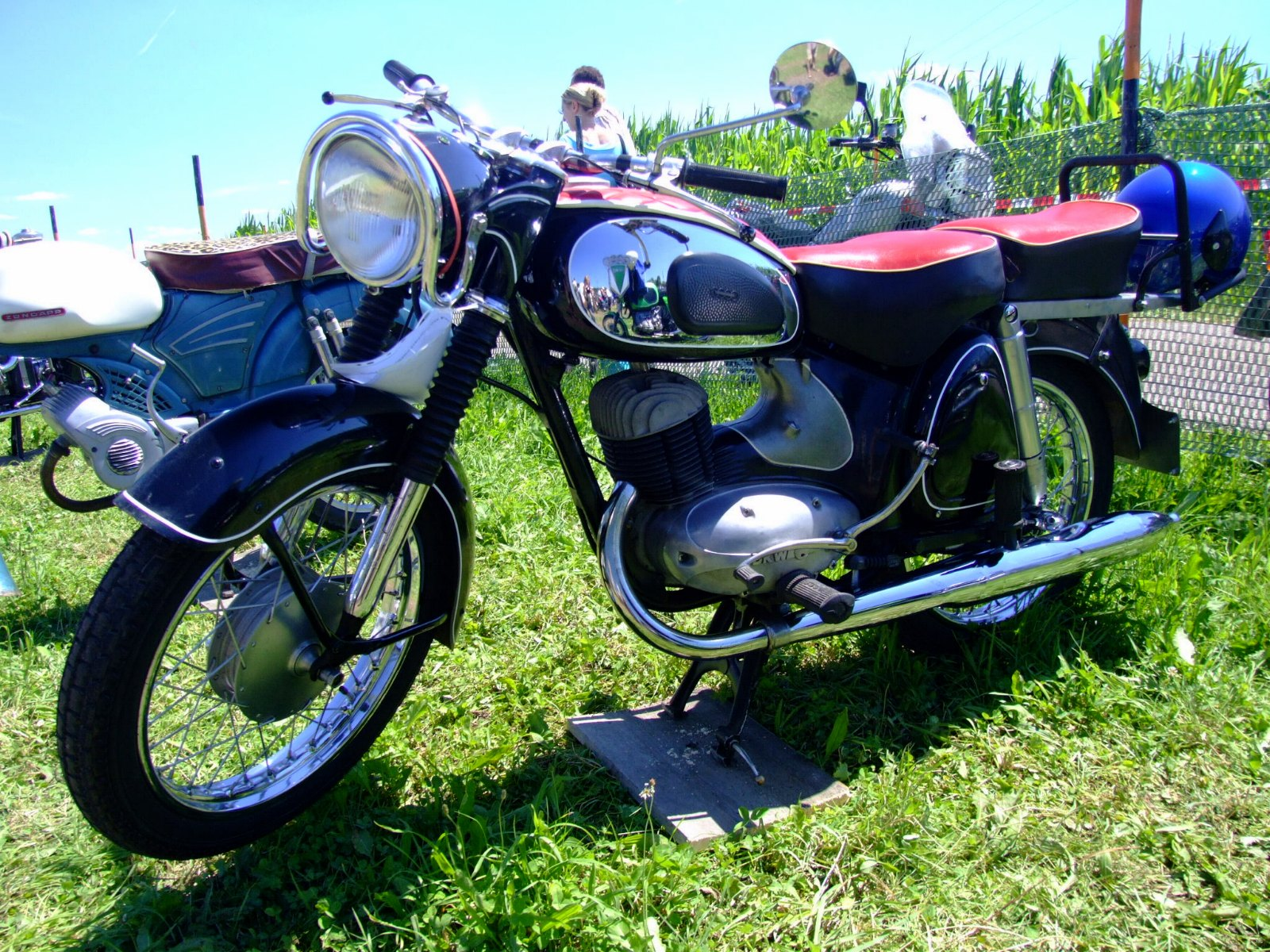
DKW RT 175/1 (1955)
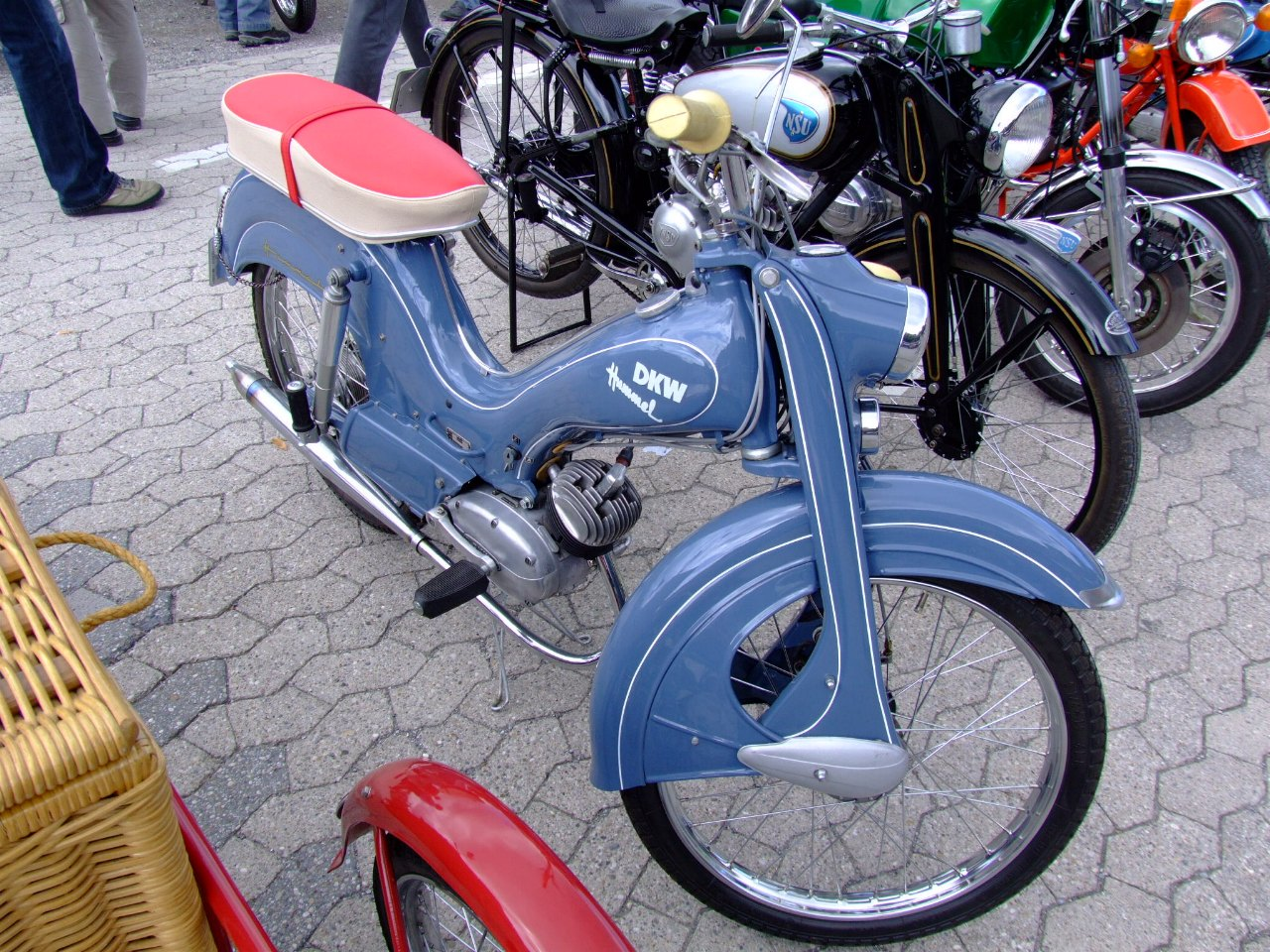
DKW Hummel
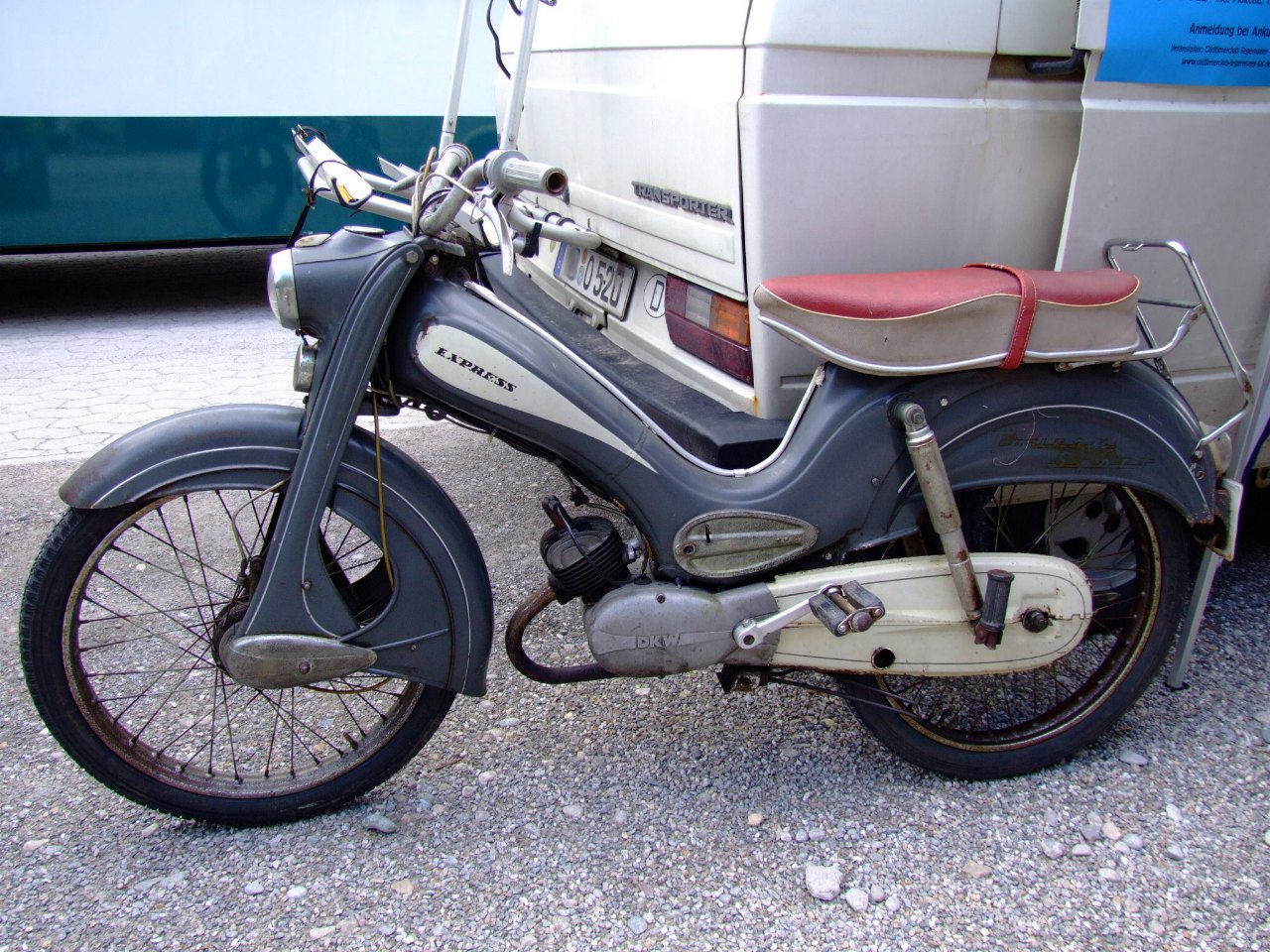
Express T. Sport (DKW-Motor)
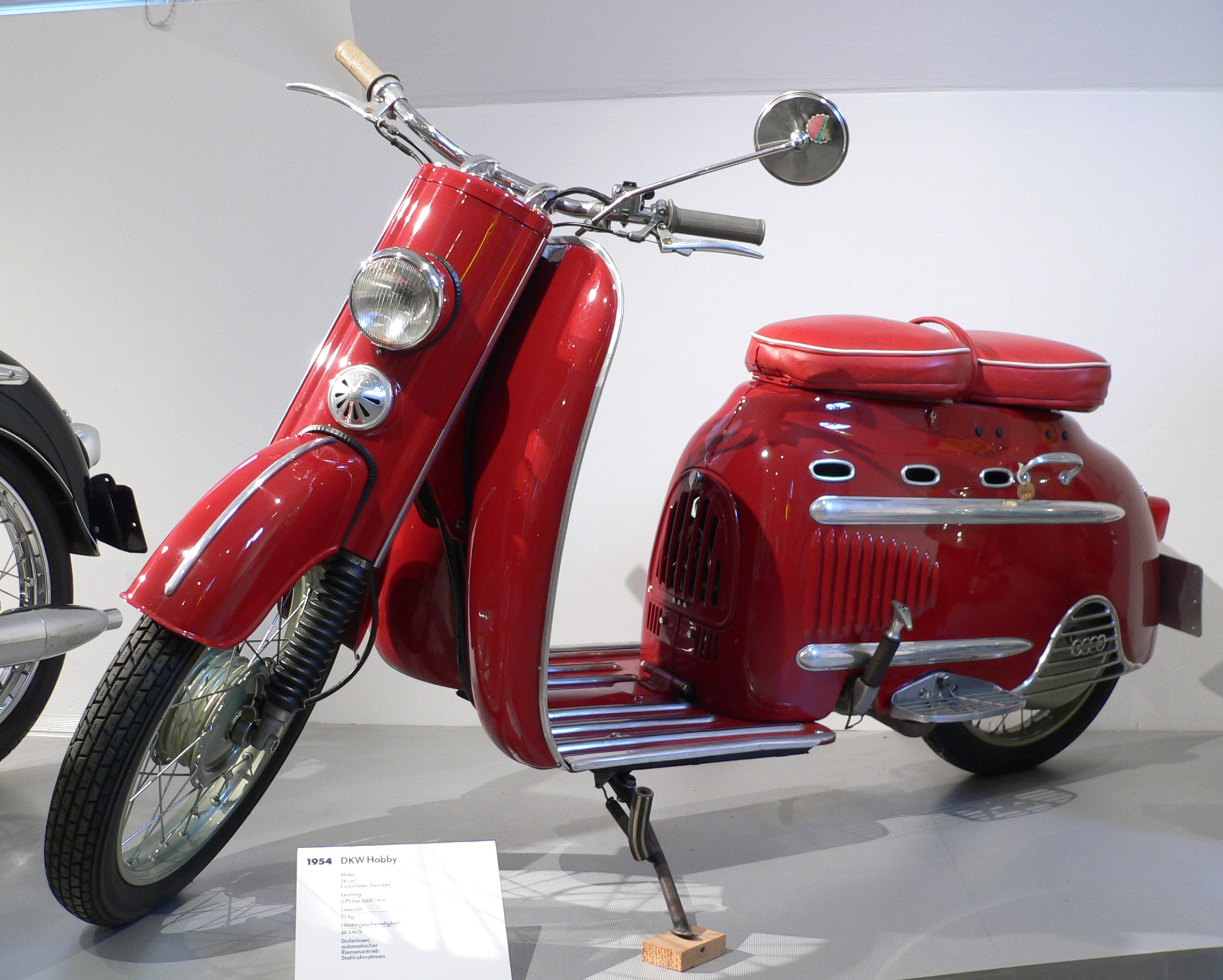
DKW Motorroller „Hobby“ van 1954

## Tijdlijn personenauto's
| Type                  | 1940         | 1940                             | 1940                             | 1940                             | 1940                             | 1950                             | 1950                             | 1950                             | 1950                             | 1950                             | 1950                             | 1950                             | 1950                             | 1950                   | 1950                   | 1960                   | 1960                   | 1960                | 1960                     | 1960                | 1960                | 1960                | 1960                | 1960                | 1960                  | 1970          | 1970          | 1970           | 1970          | 1970          | 1970          | 1970          | 1970          | 1970          | 1970          |               |  |  |  |
| Type                  | 5            | 6                                | 7                                | 8                                | 9                                | 0                                | 1                                | 2                                | 3                                | 4                                | 5                                | 6                                | 7                                | 8                      | 9                      | 0                      | 1                      | 2                   | 3                        | 4                   | 5                   | 6                   | 7                   | 8                   | 9                     | 0             | 1             | 2              | 3             | 4             | 5             | 6             | 7             | 8             | 9             |               |  |  |  |
| Compacte klasse       |              |                                  |                                  |                                  |                                  |                                  |                                  |                                  |                                  |                                  |                                  |                                  |                                  |                        |                        |                        |                        |                     |                          |                     |                     |                     |                     |                     |                       |               |               |                |               | Audi 50       | Audi 50       | Audi 50       | Audi 50       | Audi 50       |               |               |  |  |  |
| Compacte klasse       |              |                                  |                                  |                                  |                                  |                                  |                                  |                                  |                                  |                                  |                                  |                                  |                                  |                        |                        |                        |                        |                     |                          |                     |                     |                     |                     |                     |                       |               |               |                |               | VW Polo       |               |               |               |               |               |               |  |  |  |
| Compacte klasse       |              |                                  |                                  |                                  |                                  |                                  |                                  |                                  |                                  |                                  |                                  |                                  |                                  | NSU Prinz I / II / III | NSU Prinz I / II / III | NSU Prinz I / II / III | NSU Prinz I / II / III | NSU Prinz 4         | NSU Prinz 4              | NSU Prinz 4         | NSU Prinz 4         | NSU Prinz 4         | NSU Prinz 4         | NSU Prinz 4         | NSU Prinz 4           | NSU Prinz 4   | NSU Prinz 4   | NSU Prinz 4    | NSU Prinz 4   |               |               |               | VW Derby      | VW Derby      | VW Derby      |               |  |  |  |
| Compacte klasse       |              |                                  |                                  |                                  |                                  |                                  |                                  |                                  |                                  |                                  |                                  |                                  |                                  |                        |                        |                        |                        |                     | NSU Prinz 1000 / 1000 TT |                     |                     |                     |                     |                     |                       |               |               |                |               |               |               |               |               |               |               |               |  |  |  |
| Compacte klasse       |              |                                  |                                  |                                  | DKW F10                          | DKW F10                          |                                  |                                  |                                  |                                  |                                  |                                  |                                  |                        | DKW Junior             | DKW Junior             | DKW Junior             | DKW Junior          | DKW F11/F12              | DKW F11/F12         | DKW F11/F12         |                     |                     |                     |                       |               |               |                |               |               |               |               |               |               |               |               |  |  |  |
| Compacte middenklasse |              |                                  |                                  |                                  |                                  |                                  |                                  |                                  |                                  |                                  |                                  |                                  |                                  |                        |                        |                        |                        |                     |                          |                     | NSU Typ 110         | NSU Typ 110         | NSU Typ 110         | NSU 1200            | NSU 1200              | NSU 1200      | NSU 1200      | NSU 1200       | NSU 1200      |               |               |               |               |               |               |               |  |  |  |
| Compacte middenklasse |              |                                  |                                  |                                  |                                  | DKW F89                          | DKW F89                          | DKW F89                          | DKW F89                          | DKW F91                          | DKW F91                          | DKW 3=6                          | DKW 3=6                          | Auto Union 1000        | Auto Union 1000        | Auto Union 1000        | Auto Union 1000        | Auto Union 1000     | Auto Union 1000          |                     |                     |                     |                     |                     |                       |               |               |                |               |               |               |               |               |               |               |               |  |  |  |
| Middenklasse          |              |                                  |                                  |                                  |                                  |                                  |                                  |                                  |                                  |                                  |                                  |                                  |                                  |                        |                        |                        |                        |                     |                          | DKW F102            | DKW F102            | Audi F103           | Audi F103           | Audi F103           | Audi F103             | Audi F103     | Audi F103     | Audi 80 (B1)   | Audi 80 (B1)  | Audi 80 (B1)  | Audi 80 (B1)  | Audi 80 (B1)  | Audi 80 (B1)  | Audi 80 (B2)  | Audi 80 (B2)  |               |  |  |  |
| Middenklasse          |              |                                  |                                  |                                  |                                  |                                  |                                  |                                  |                                  |                                  |                                  |                                  |                                  |                        |                        |                        |                        |                     |                          |                     |                     |                     |                     |                     |                       |               |               | VW Passat (B1) |               |               |               |               |               |               |               |               |  |  |  |
| Middenklasse          |              |                                  |                                  |                                  |                                  |                                  |                                  |                                  |                                  |                                  |                                  |                                  |                                  |                        |                        |                        |                        |                     |                          |                     |                     |                     |                     |                     | VW K70                |               |               |                |               |               |               |               |               |               |               |               |  |  |  |
| Hogere middenklasse   |              |                                  |                                  |                                  |                                  |                                  |                                  |                                  |                                  |                                  |                                  |                                  |                                  |                        |                        |                        |                        |                     |                          |                     |                     |                     |                     | Audi 100 (C1)       | Audi 100 (C1)         | Audi 100 (C1) | Audi 100 (C1) | Audi 100 (C1)  | Audi 100 (C1) | Audi 100 (C1) | Audi 100 (C1) | Audi 100 (C1) | Audi 100 (C2) | Audi 100 (C2) | Audi 100 (C2) |               |  |  |  |
| Hogere middenklasse   |              |                                  |                                  |                                  |                                  |                                  |                                  |                                  |                                  |                                  |                                  |                                  |                                  |                        |                        |                        |                        |                     |                          |                     |                     |                     | NSU Ro 80           | NSU Ro 80           | NSU Ro 80             | NSU Ro 80     | NSU Ro 80     | NSU Ro 80      | NSU Ro 80     | NSU Ro 80     | NSU Ro 80     | NSU Ro 80     | NSU Ro 80     |               | Audi 200 (C2) | Audi 200 (C2) |  |  |  |
| Coupé                 |              |                                  |                                  |                                  |                                  |                                  |                                  |                                  |                                  |                                  |                                  |                                  |                                  | NSU Sport Prinz        | NSU Sport Prinz        | NSU Sport Prinz        | NSU Sport Prinz        | NSU Sport Prinz     | NSU Sport Prinz          | NSU Sport Prinz     | NSU Sport Prinz     | NSU Sport Prinz     | NSU Sport Prinz     |                     |                       |               |               |                |               |               |               |               |               |               |               |               |  |  |  |
| Coupé                 |              |                                  |                                  |                                  |                                  |                                  |                                  |                                  |                                  | DKW F91                          | DKW F91                          | DKW 3=6                          | DKW 3=6                          | Auto Union 1000        | Auto Union 1000        | Auto Union 1000        | Auto Union 1000        | Auto Union 1000     | Auto Union 1000          |                     |                     |                     |                     |                     |                       |               |               |                |               |               |               |               |               |               |               |               |  |  |  |
| Coupé                 |              |                                  |                                  |                                  |                                  |                                  |                                  |                                  |                                  |                                  |                                  |                                  |                                  |                        |                        |                        |                        |                     |                          |                     |                     |                     |                     |                     | Audi 100 Coupé S (C1) |               |               |                |               |               |               |               |               |               |               |               |  |  |  |
| Cabriolet             |              |                                  |                                  |                                  |                                  |                                  |                                  |                                  |                                  |                                  |                                  |                                  |                                  |                        |                        |                        |                        |                     |                          | NSU Wankel Spider   | NSU Wankel Spider   | NSU Wankel Spider   | NSU Wankel Spider   |                     |                       |               |               |                |               |               |               |               |               |               |               |               |  |  |  |
| Cabriolet             |              |                                  |                                  |                                  |                                  |                                  |                                  |                                  |                                  |                                  |                                  |                                  |                                  |                        |                        |                        |                        |                     | DKW F12 Roadster         |                     |                     |                     |                     |                     |                       |               |               |                |               |               |               |               |               |               |               |               |  |  |  |
| Cabriolet             |              |                                  |                                  |                                  |                                  | DKW F89                          | DKW F89                          | DKW F89                          | DKW F89                          | DKW F91                          | DKW F91                          | DKW 3=6                          | DKW 3=6                          | Auto Union 1000 Sp     | Auto Union 1000 Sp     | Auto Union 1000 Sp     | Auto Union 1000 Sp     | Auto Union 1000 Sp  | Auto Union 1000 Sp       | Auto Union 1000 Sp  | Auto Union 1000 Sp  |                     |                     |                     |                       |               |               |                |               |               |               |               |               |               |               |               |  |  |  |
| Sportwagen            |              |                                  |                                  |                                  |                                  |                                  |                                  |                                  |                                  |                                  | DKW 3=6 Monza                    | DKW 3=6 Monza                    | DKW 3=6 Monza                    | Auto Union 1000 Sp     | Auto Union 1000 Sp     | Auto Union 1000 Sp     | Auto Union 1000 Sp     | Auto Union 1000 Sp  | Auto Union 1000 Sp       | Auto Union 1000 Sp  | Auto Union 1000 Sp  |                     | NSU TT / TTS        | NSU TT / TTS        | NSU TT / TTS          | NSU TT / TTS  | NSU TT / TTS  |                |               |               |               |               |               |               |               |               |  |  |  |
| Terreinwagen          |              |                                  |                                  |                                  |                                  |                                  |                                  |                                  |                                  |                                  | DKW Munga                        | DKW Munga                        | DKW Munga                        | DKW Munga              | DKW Munga              | DKW Munga              | DKW Munga              | DKW Munga           | DKW Munga                | DKW Munga           | DKW Munga           | DKW Munga           | DKW Munga           | DKW Munga           |                       |               |               |                |               |               |               |               |               |               |               |               |  |  |  |
| Bestelwagen           |              |                                  |                                  |                                  | DKW Schnellaster                 | DKW Schnellaster                 | DKW Schnellaster                 | DKW Schnellaster                 | DKW Schnellaster                 | DKW Schnellaster                 | DKW Schnellaster                 | DKW Schnellaster                 | DKW Schnellaster                 | DKW Schnellaster       | DKW Schnellaster       | DKW Schnellaster       | DKW Schnellaster       | DKW Schnellaster    | DKW F 1000 L             | DKW F 1000 L        | DKW F 1000 L        | DKW F 1000 L        | DKW F 1000 L        | DKW F 1000 L        | DKW F 1000 L          | DKW F 1000 L  | DKW F 1000 L  | DKW F 1000 L   | DKW F 1000 L  | DKW F 1000 L  |               |               |               |               |               |               |  |  |  |
| Eigenaar Auto Union   |              |                                  |                                  |                                  | Auto Union GmbH                  | Auto Union GmbH                  | Auto Union GmbH                  | Auto Union GmbH                  | Auto Union GmbH                  | Auto Union GmbH                  | Auto Union GmbH                  | Auto Union GmbH                  | Auto Union GmbH                  | Daimler-Benz AG        | Daimler-Benz AG        | Daimler-Benz AG        | Daimler-Benz AG        | Daimler-Benz AG     | Daimler-Benz AG          | Daimler-Benz AG     | Volkswagen AG       | Volkswagen AG       | Volkswagen AG       | Volkswagen AG       | Volkswagen AG         | Volkswagen AG | Volkswagen AG | Volkswagen AG  | Volkswagen AG | Volkswagen AG | Volkswagen AG | Volkswagen AG | Volkswagen AG | Volkswagen AG | Volkswagen AG |               |  |  |  |
| Eigenaar NSU          | NSU Werke AG | NSU Werke AG                     | NSU Werke AG                     | NSU Werke AG                     | NSU Werke AG                     | NSU Werke AG                     | NSU Werke AG                     | NSU Werke AG                     | NSU Werke AG                     | NSU Werke AG                     | NSU Werke AG                     | NSU Werke AG                     | NSU Werke AG                     | NSU Werke AG           | NSU Werke AG           | NSU Motorenwerke AG    | NSU Motorenwerke AG    | NSU Motorenwerke AG | NSU Motorenwerke AG      | NSU Motorenwerke AG | NSU Motorenwerke AG | NSU Motorenwerke AG | NSU Motorenwerke AG | NSU Motorenwerke AG | Volkswagen AG         | Volkswagen AG | Volkswagen AG | Volkswagen AG  | Volkswagen AG | Volkswagen AG | Volkswagen AG | Volkswagen AG | Volkswagen AG | Volkswagen AG | Volkswagen AG |               |  |  |  |
| Legende               |              | DKW, ontwikkeld door Auto-Union  | DKW, ontwikkeld door Auto-Union  | DKW, ontwikkeld door Auto-Union  | DKW, ontwikkeld door Auto-Union  | DKW, ontwikkeld door Auto-Union  | DKW, ontwikkeld door Auto-Union  | DKW, ontwikkeld door Auto-Union  | DKW, ontwikkeld door Auto-Union  | DKW, ontwikkeld door Auto-Union  | DKW, ontwikkeld door Auto-Union  | DKW, ontwikkeld door Auto-Union  | DKW, ontwikkeld door Auto-Union  | Auto-Union             | Auto-Union             | Auto-Union             | Auto-Union             | Auto-Union          | Auto-Union               | Auto-Union          | Auto-Union          | Auto-Union          | Auto-Union          | Auto-Union          | Auto-Union            |               |               |                |               |               |               |               |               |               |               |               |  |  |  |
| Legende               |              | Volkswagen, ontwikkeld door Audi | Volkswagen, ontwikkeld door Audi | Volkswagen, ontwikkeld door Audi | Volkswagen, ontwikkeld door Audi | Volkswagen, ontwikkeld door Audi | Volkswagen, ontwikkeld door Audi | Volkswagen, ontwikkeld door Audi | Volkswagen, ontwikkeld door Audi | Volkswagen, ontwikkeld door Audi | Volkswagen, ontwikkeld door Audi | Volkswagen, ontwikkeld door Audi | Volkswagen, ontwikkeld door Audi | Audi                   | Audi                   | Audi                   | Audi                   | Audi                | Audi                     | Audi                | Audi                | Audi                | Audi                | Audi                | Audi                  |               |               |                |               |               |               |               |               |               |               |               |  |  |  |
| Legende               |              | Volkswagen, ontwikkeld door NSU  | Volkswagen, ontwikkeld door NSU  | Volkswagen, ontwikkeld door NSU  | Volkswagen, ontwikkeld door NSU  | Volkswagen, ontwikkeld door NSU  | Volkswagen, ontwikkeld door NSU  | Volkswagen, ontwikkeld door NSU  | Volkswagen, ontwikkeld door NSU  | Volkswagen, ontwikkeld door NSU  | Volkswagen, ontwikkeld door NSU  | Volkswagen, ontwikkeld door NSU  | Volkswagen, ontwikkeld door NSU  | NSU                    | NSU                    | NSU                    | NSU                    | NSU                 | NSU                      | NSU                 | NSU                 | NSU                 | NSU                 | NSU                 | NSU                   |               |               |                |               |               |               |               |               |               |               |               |  |  |  |